# 国家中山科学研究院

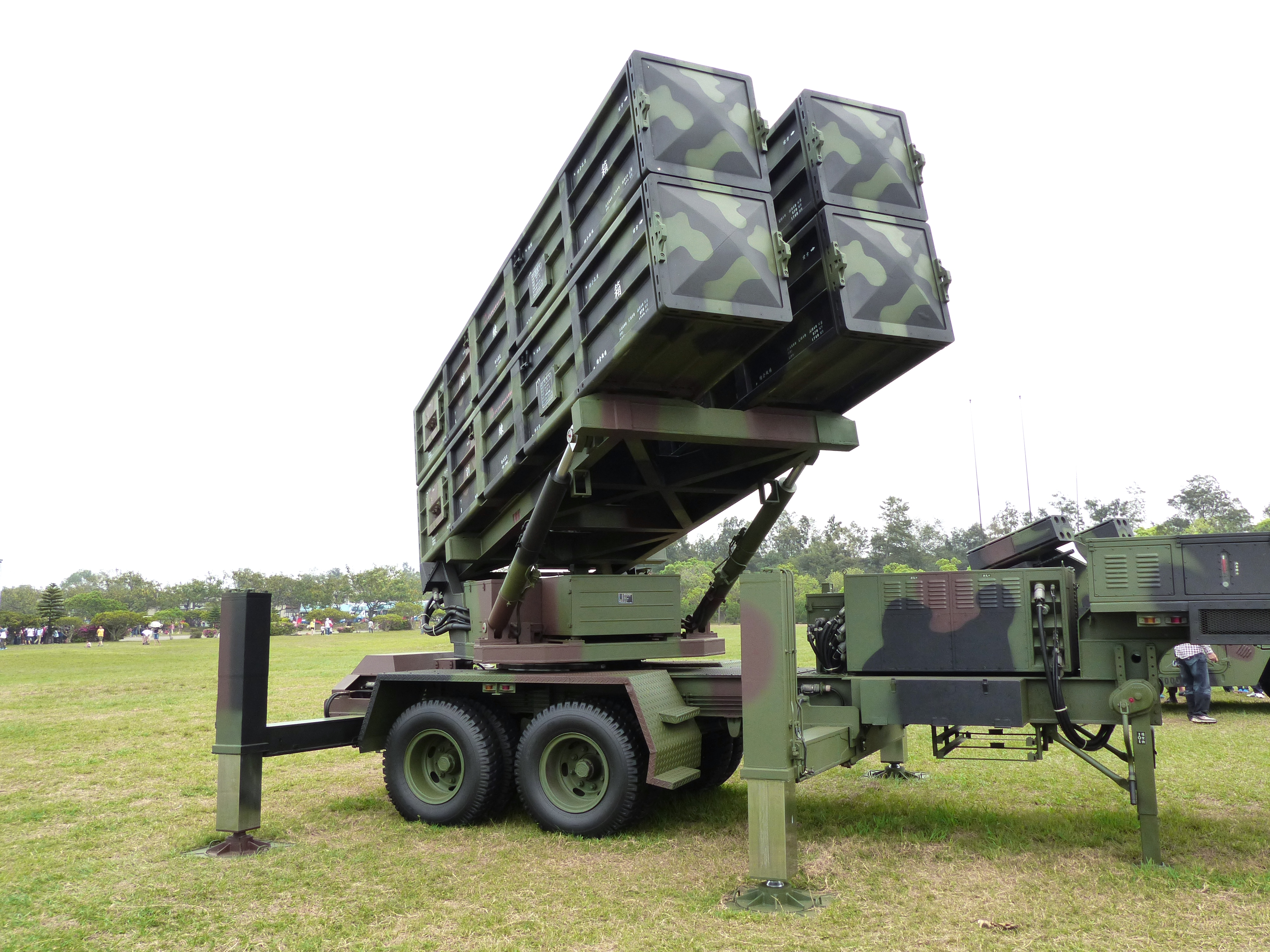
湖口キャンプ場で展示される天弓II

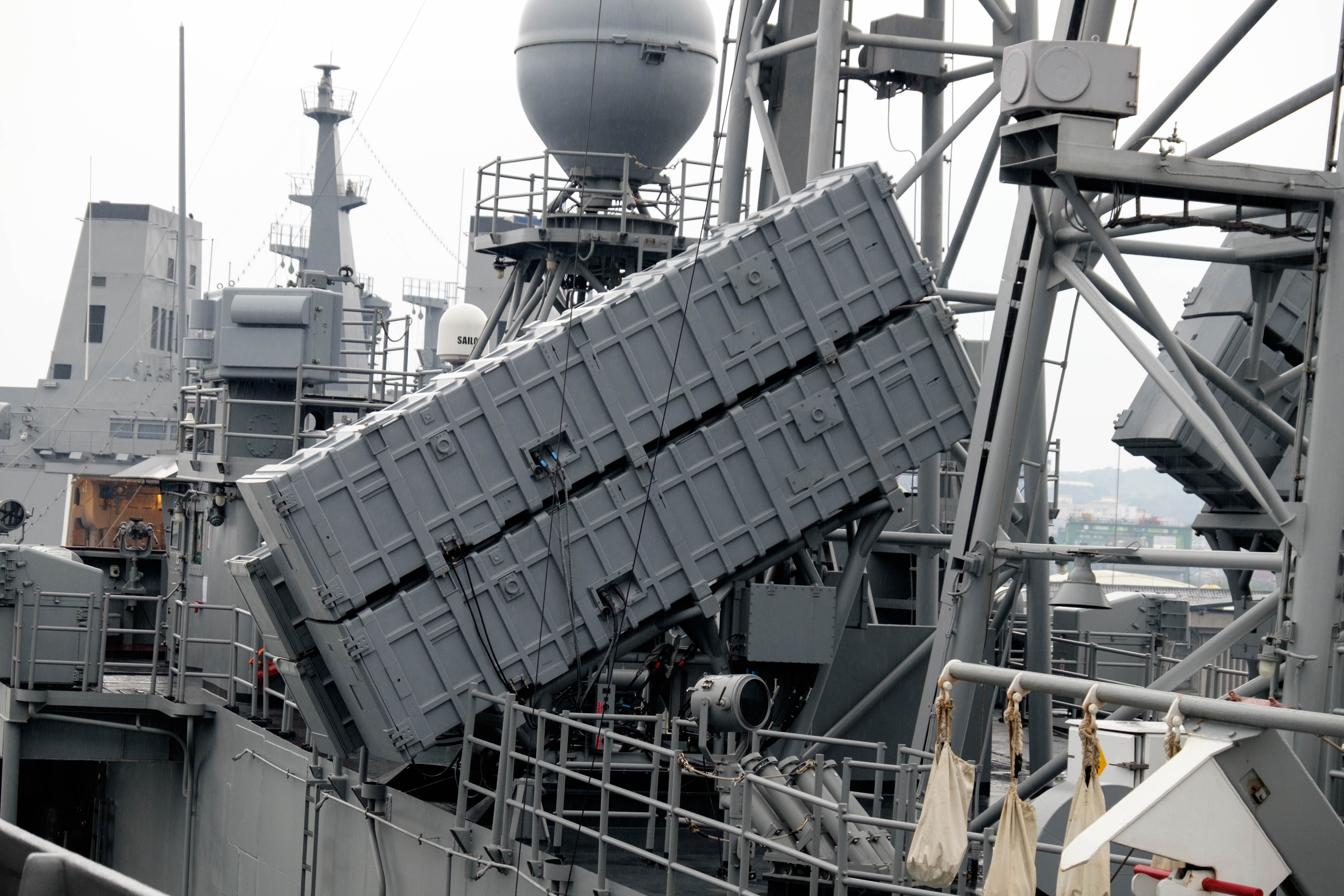
対艦ミサイル 雄風II、雄風III

国家中山科学研究院（NCSIST、中国語：國家中山科學研究院、ピンイン：Guójiā Zhōngshān Kēxué Yánjiùyuàn、略称：中科院）は中華民国（台湾）で各種兵器システムやデュアルユース技術の開発・製造・販売を行っている研究所。

## 概要
1969年6月1日、中華民国行政院国防部直属の軍事関連の研究開発およびシステム統合センター「中山科学研究院」として設された。2014年6月に国防部が監督する行政法人「国家中山科学研究院」となった。製品開発、製造、納入、ライフサイクル全体の維持管理、メンテナンスを行っている。米国国防高等研究計画局（DARPA）と比較できる機能を果たしているが、研究開発、統合、製造などの契約を競合・受注する役割も併せ持っている。漢翔航空工業（AIDC）とともに、台湾に2つある主な防衛関連組織の1つと考えられている。

## 歴史

### 初期の歴史

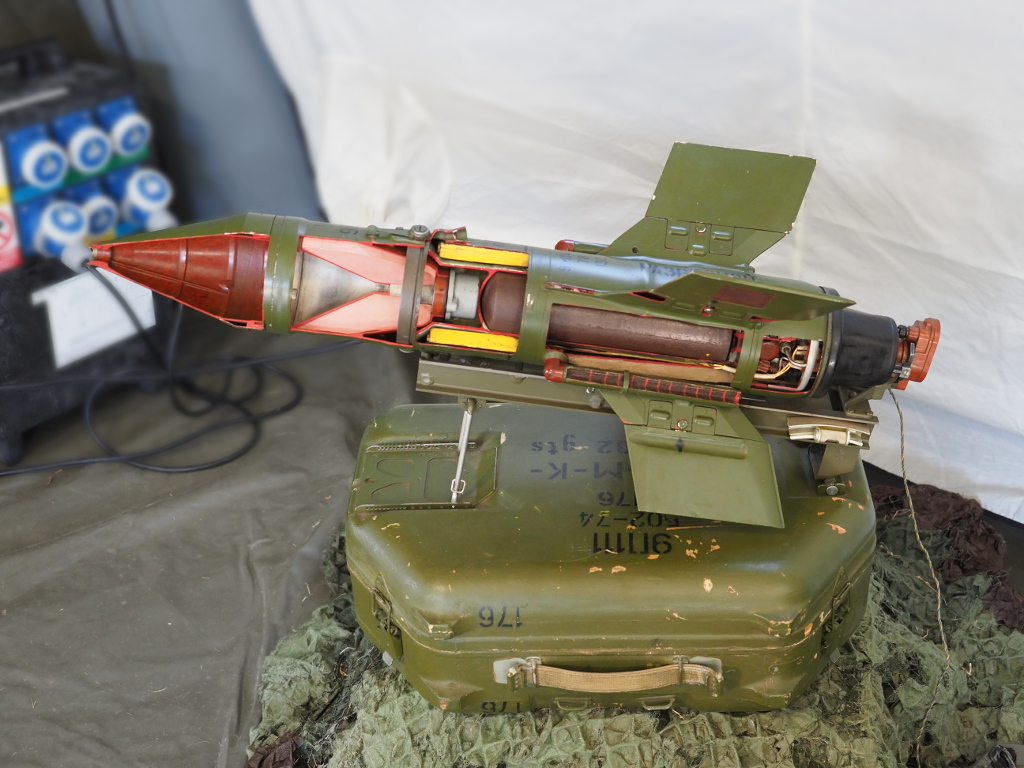
9M14 マリュートカ

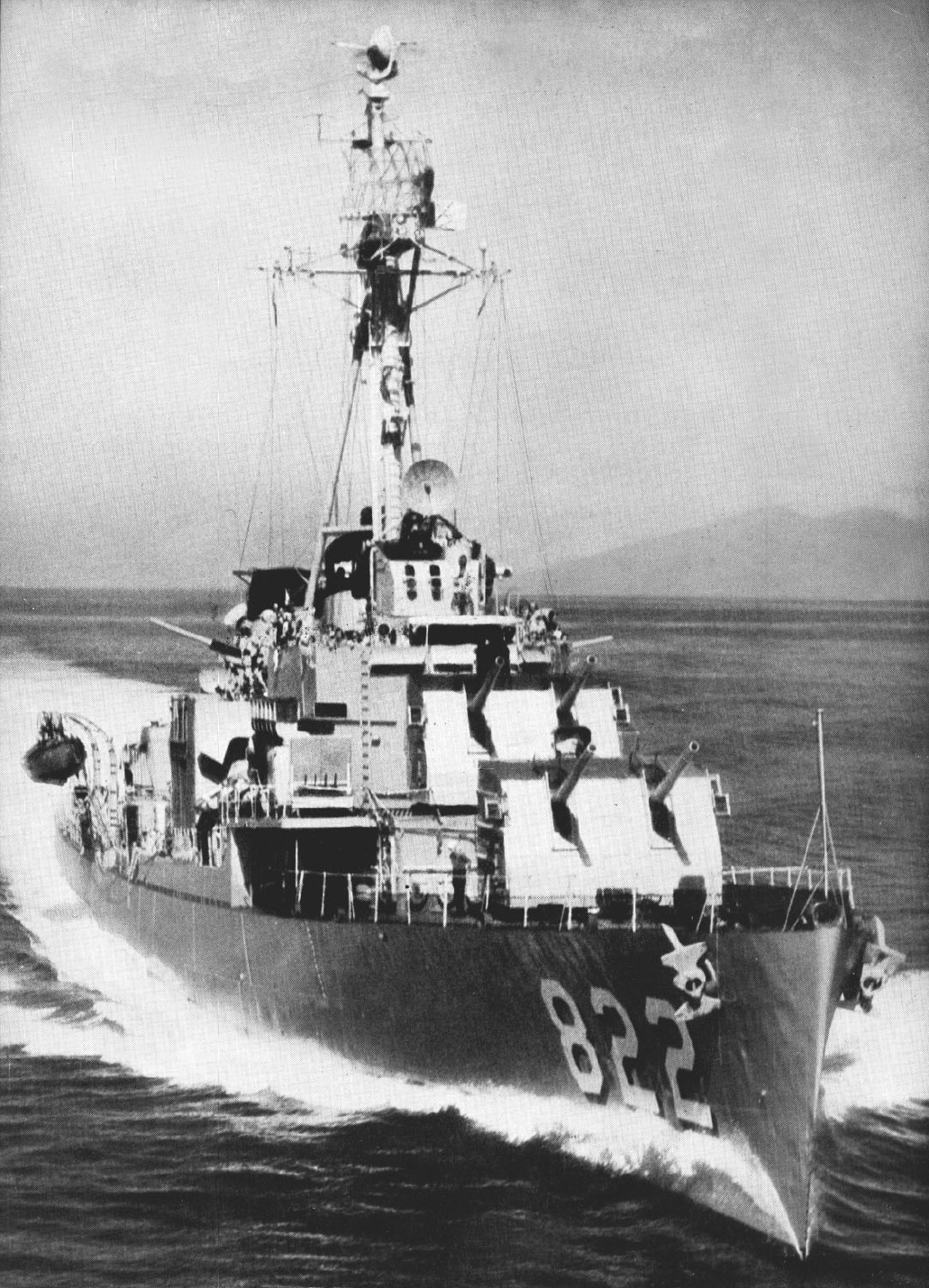
1952年に航行しているギアリング級駆逐艦

国家中山科学研究院の設立前、台湾には国防産業計画が適切に組織されておらず、中華人民共和国からの軍事的脅威の増大、国際的な支持の低下、国際フォーラムからの排除に直面していた。中華民国は、独立維持と安全保障確保のため、独自の兵器、機器、研究所、試験場を構築する必要があった。1964年春、原子力、ロケット、電子工学の研究を目的として軍営による中山科学研究院の設立が発表される。準備は1965年に始まり、1966年には整地が行われ、1969年に正式に発足した。初期の仕事には、様々なミサイルやレーダーシステム、中華民国軍の航空機や艦船のシステム統合などがある。また、軍の建設にも積極的に取り組んできた。米国が中華民国から中華人民共和国に国交承認を変更した後、台湾当局は米国を信頼できる防衛パートナーと見られなくなったと感じ、さらに研究院の重要性が増した。
1970年代、研究院は9M14 マリュートカの有線誘導式対戦車誘導弾を昆吾（Kun Wu）として複製して生産した。この9M14は中華民国が南ベトナムから入手したものである。設計が古く、軍による対戦車兵器の優先順位は低かった。1970年代半ばまでに研究院は約2,000人の専門家を雇用した。
1970年代後半、緑蜂（Ching Feng）として知られる短距離弾道ミサイルのプロトタイプを作成するプロジェクトに着手した。このプロジェクトは、長距離ミサイル計画に必要な技術を構築するための試験事業という意図があった。Ching Fengは、450kgの弾頭で射程110kmの単段式ミサイルである。1981年に公開されたが、固体ロケットモーターと誘導システムに重大な問題があったため、1982年に生産が中止された。全体的にアメリカのMGM-52 Lanceに似ていた。後続の天馬（Sky Horse）も1981年にアメリカの圧力で破棄されたが、第三次台湾海峡危機後の1990年代に復活した。
1980年代、研究院はハネウェル社と協力して、台湾のギアリング級駆逐艦に搭載されていた旧式のMk.37砲射撃指揮装置に代わる分散型オープンアーキテクチャの戦闘システムを設計した。モジュラーコンバットシステム（MCS）と呼ばれるこのシステムは、世界初の分散型オープンアーキテクチャの戦闘システムであり、簡単に改修可能な商用オフザシェルフ（COTS）コンポーネントを特徴としていた。システムは課題を抱えていたが、一定の仕事をしており、アーキテクチャ、コンピュータ、ソフトウェアはすべて台湾で開発され手頃な価格であった。
1990年代、台湾は国際社会からの武器輸入規制の強化や、独裁主義から民主主義への移行による不安定さに直面していた。このような状況に対応するため、研究開発の範囲を拡大し、垂直統合システムを導入した。1990年代後半には、弾道ミサイル技術を基にした宇宙発射プラットフォームを開発したが、SpaceXなどの米国の民間企業を利用した台湾の衛星打ち上げに補助金を出すという約束と米国の圧力の下で、このプログラムは保留された。
2011年、研究院はMiTACに7,000万台湾元（222万USドル）で「野外運用・防空レーダー車」の試作品を1台製作する契約を締結した。2015年、桃園市の警察はデータ偽造と試験結果捏造の容疑でMiTACの従業員3名とマネージャー1名を拘束した。入札要件として40度の斜面を時速8kmで進行できる車両が求められていたが、MiTACが納入した車両は時速6kmしか出なかった。また、MiTACの従業員と共謀して試験結果を捏造した疑いで、3人の研究院スタッフが拘束され、そのスタッフは捏造した試験結果を上司に提示して承認を求めた。桃園区検察庁は情報入手して捜査を開始した。

### 近年の歴史

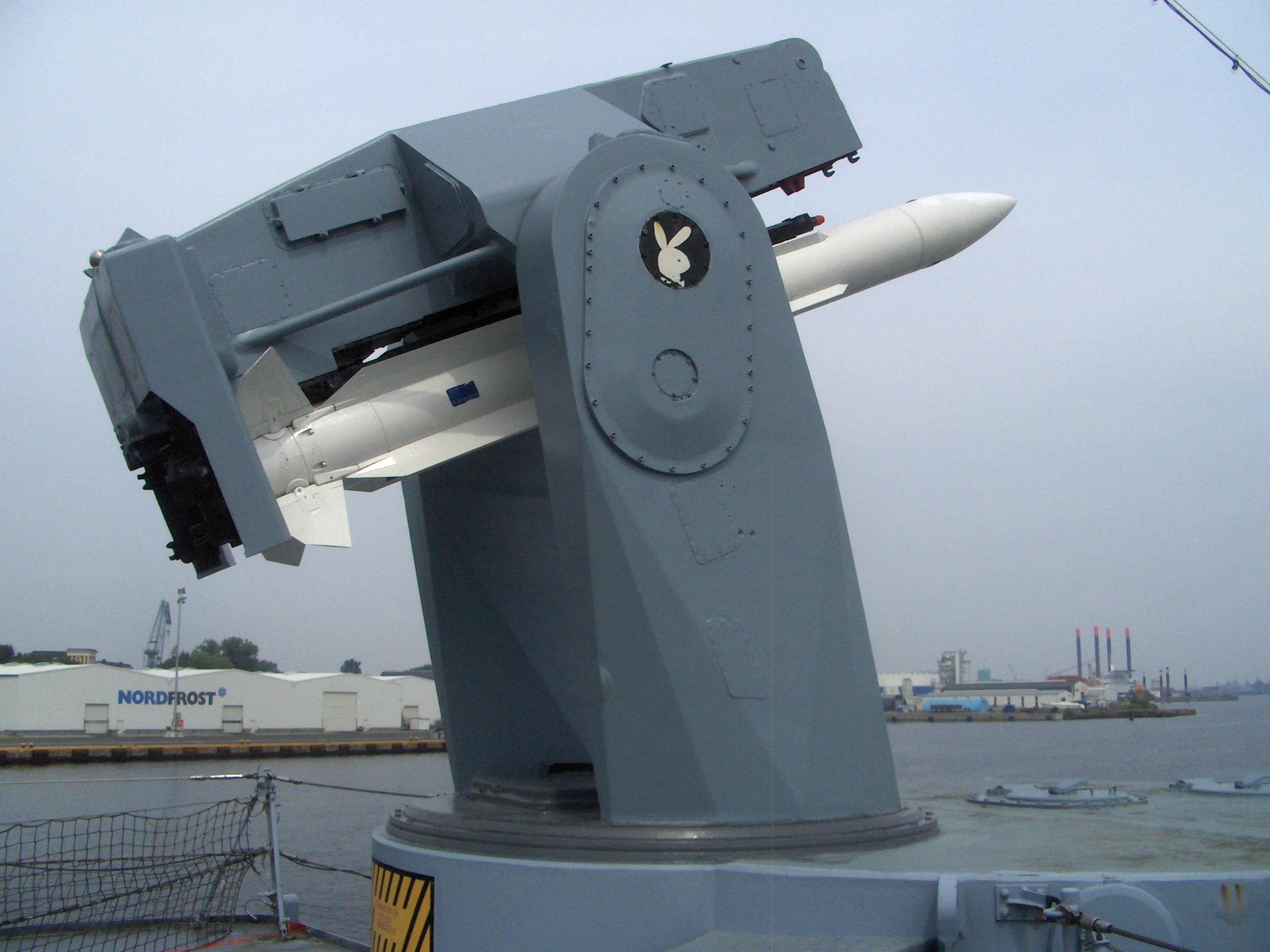
SM-1搭載Mk 13ミサイルランチャー

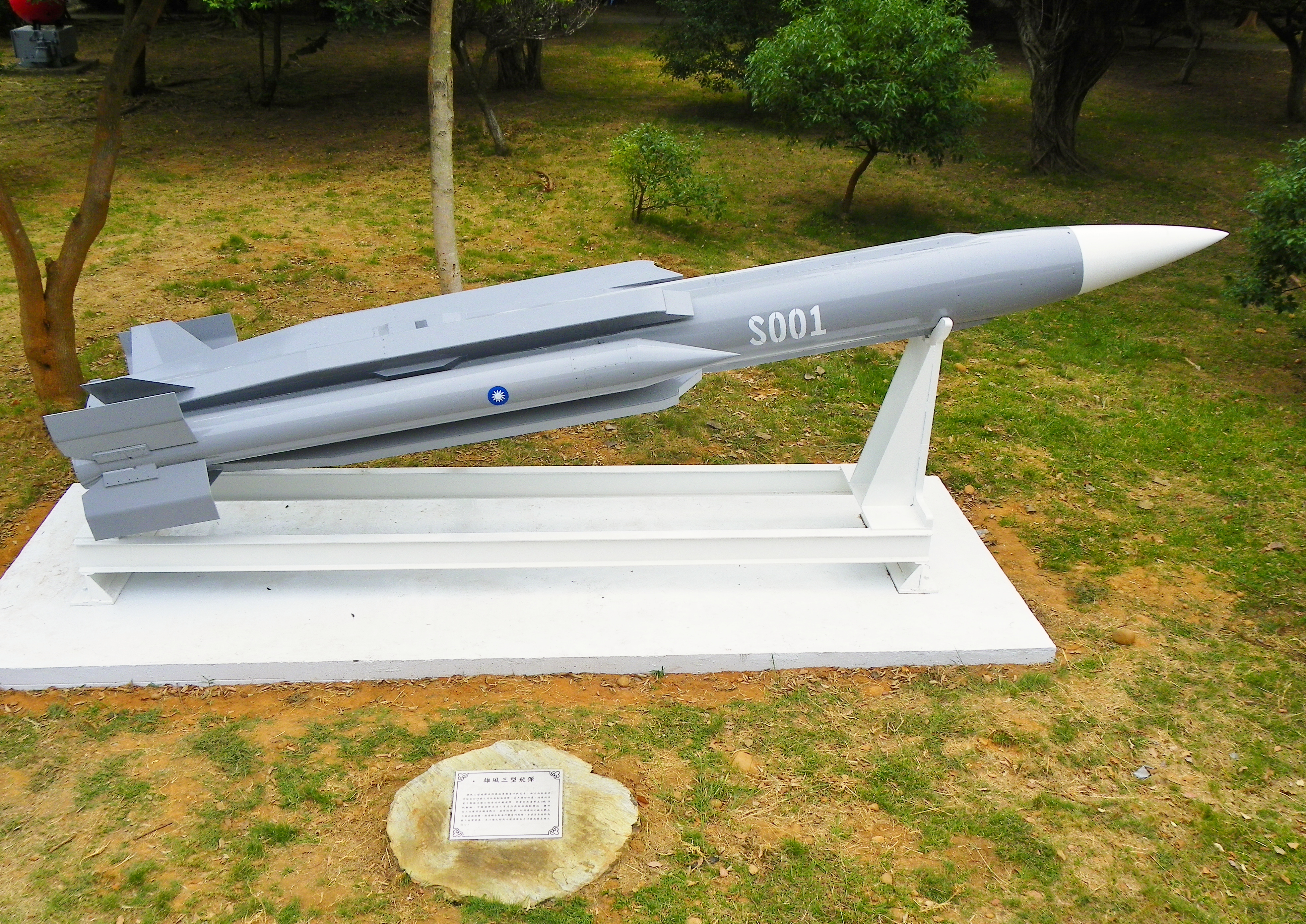
雄風III対艦ミサイルの最初のモデル

2014年、中山科学研究院は国により行政法人化され、秘密とする時期が終わり、海外企業との提携や機器輸出の機会が開かれた。取締役会は2014年4月18日に初会合を開いた。米海軍によるSM-1ミサイルシステムの支援が終了したため、研究院は代替ロケットモーターの生産を含む同システムの支援を引き継いだ。SM-1のMk 13 (ミサイル発射機)についても同様の方法をとった。
2016年、中華民国空軍が保有するMICAとマジック2空対空ミサイルの寿命延長プログラムを実施する1,670万ドルの契約を獲得した。この2つのミサイルは、中華民国空軍のミラージュ2000の武器に使われる。
2017年、12年ぶりにアブダビで開催された国際防衛展に再びNCISTが出展し、39基の兵器を展示した。
2010年代半ば、AIDCと中華民国空軍（ROCAF）と提携し、F-CK-1をベースにした高等ジェット練習機を開発した。AIDCはこのプロジェクトの主契約者であり、研究院が補助的な役割を担っている。最初にXT-5 Blue Magpieと命名され、後にT-5 Brave 勇鷹（Eagle）となった、複座のF-CK-1を基にした飛行機は、非アフターバーナーエンジンを搭載し、燃料容量が増加され、より安定した翼形を持ち、機体内部のバルカン砲を取り除いたものである。2021年に低率初期生産の開始、2023年に量産開始の予定。
台湾初の国産AUVの開発に参加している。2019年、Glorious Star（光榮之星）と名付けられた80トンで長さ28mの高速双胴研究試験船を進水させた。宜蘭県の龍德造船所で建造された同船は、海軍兵器システムの研究開発プロセスを短縮することを目的としている。
2019年、台湾の蔡英文総統は、中国の軍事力と敵意の高まりに対応して、TK-3とHF-3の量産を加速するよう研究院に命じた。ミサイル生産の加速に加えて、総統はまた、研究院の指導者に、彼らの人材プールを構築し、国内外の学術、産業、政府との提携を増やすことに集中するよう命じた。2019年、長距離超音速巡航ミサイル 雲峰（Yun Feng）の量産を開始。
2019年、台湾初の国立無人航空機試験場を苗栗県に開設した。この試験場は、研究院、苗栗県政府、交通部との提携で運営されている。この試験場には20mの滑走路があり、最大150kgまでのUAVの試験が可能である。また、ASUSと合意し、クラウドベースのストレージ、人工知能、IoT技術の共同研究を行っている。
2019年11月に Glorious Star から新しい短距離対艦ミサイルをテストし、それは雄風IIよりも大幅に軽量化されつつも同じ射程を持っていると言われている。

### 大量破壊兵器
中山科学研究院は蔣介石の命令で冷戦時代に核兵器の開発計画を進めていた。コードネームは「新竹計画」。
1967年、中山科学研究院の核能研究所の指導の下、核兵器開発計画が開始された。国際原子力機関が中華民国が兵器級プルトニウムを製造していた証拠を発見したことを受け、政府は1976年9月、米国の圧力を受けて核兵器計画の解体に合意した。原子炉はすぐに停止され、プルトニウムはほとんどが米国に返還されたが、1987年12月に核能研究所の張憲義副所長が米国に亡命し、証拠となる文書を入手したことで、秘密の計画が発覚した。その後、李登輝総統が正式に核開発の中止を命じた。現在、核兵器開発が進められているという話は出ていない。

## 開発兵器

### 航空機
- AIDC F-CK-1 国産防衛戦闘機：後に漢翔航空工業として分社化された部門が開発したもので、請負業者でもあった[26]。漢翔航空工業と協力してF-CK-1にアップグレードを提供した[27]。
- AIDC AT-3：自強 高等練習機[28]
- AIDC T-5 勇鷹：この超音速練習機/前段階練習機は、漢翔航空工業および中華民国空軍と共同で開発された。F-CK-1 B/Dを基にしている[14]。
- 銳鳶(アルバトロス)戦術無人航空機システム[29]：2019年1月、アルバトロスは最初の大規模な戦闘演習に参加した[30][31]。
- 騰雲(Cloud Rider) 無人航空機システム：米国のMQ-9 リーパーに似たMALE（英語版）[32][33][34]。2015年に発表された[35]。
- 紅雀(Red Cardinal)：小型UAV。紅雀 I、紅雀 IIが含まれる[36]。
- 劍翔(Chien Hsiang)：2017年に初展示され、ハーピーに見た目は似ている[37]。2019年、台湾空軍の防空・ミサイル指揮部は、5年間、800億台湾元（25.4億USドル）で対レーダーUAVのフルフォースを構築するプロジェクトを発表した。 [38] この対レーダードローンの偵察時間は100時間、最高速度は185km/hと報告されている[39]。
- 虹弧(Spark)：ターゲットドローン[40]
- 火鶴(Fire Flamingo) II：ターゲットドローン
- 天成：ターゲットドローン

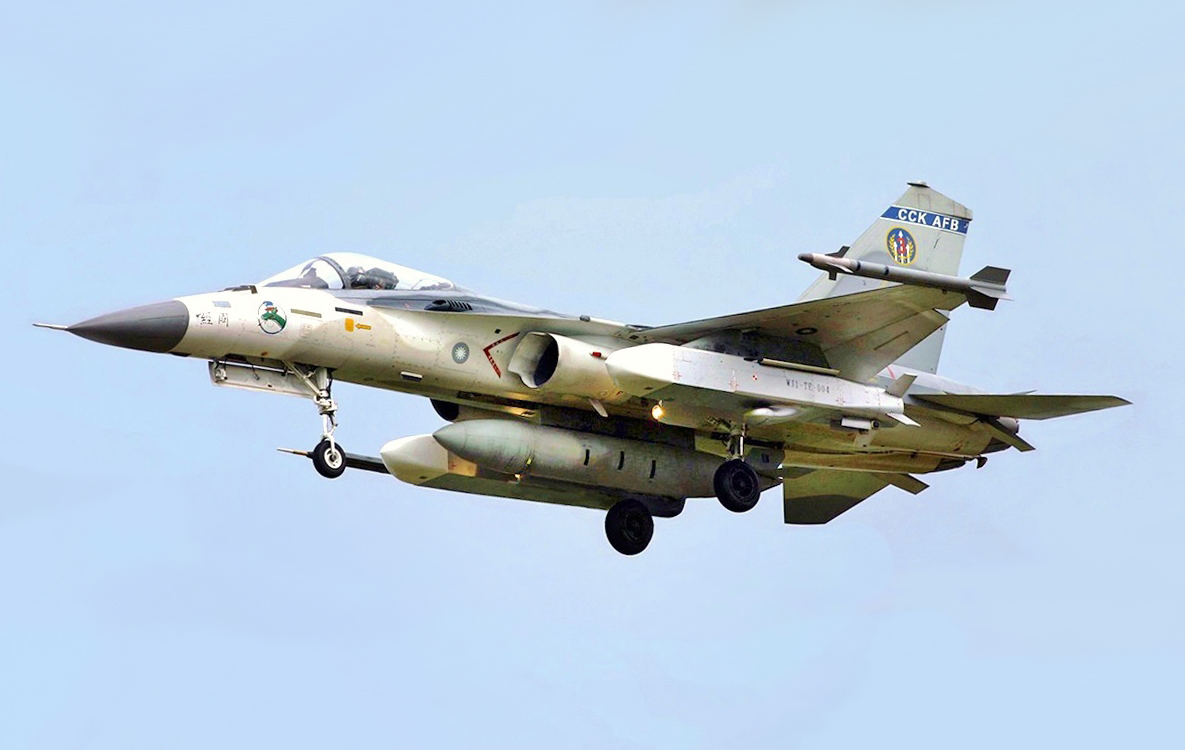
萬剣搭載のF-CK-1
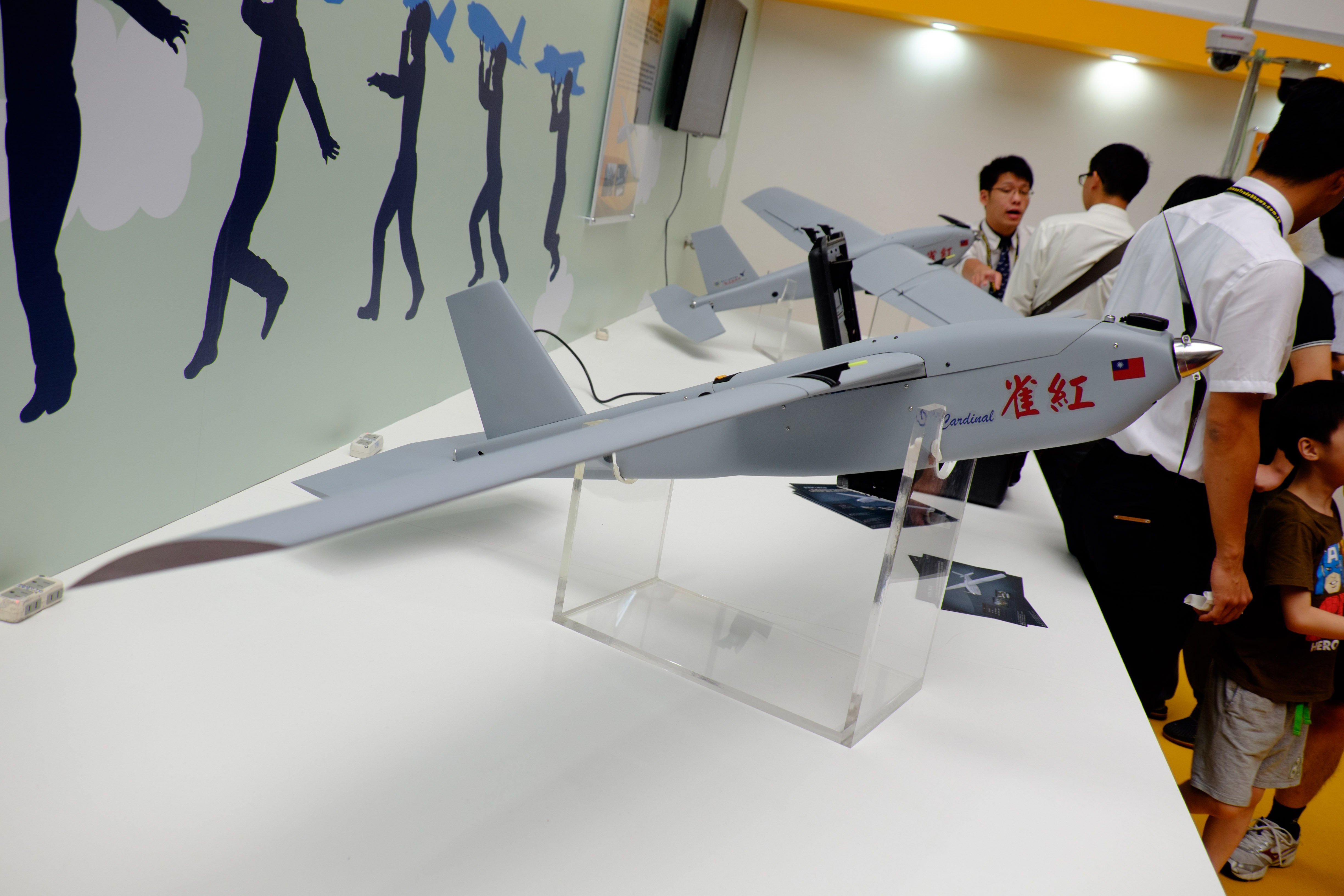
紅雀小型UAV
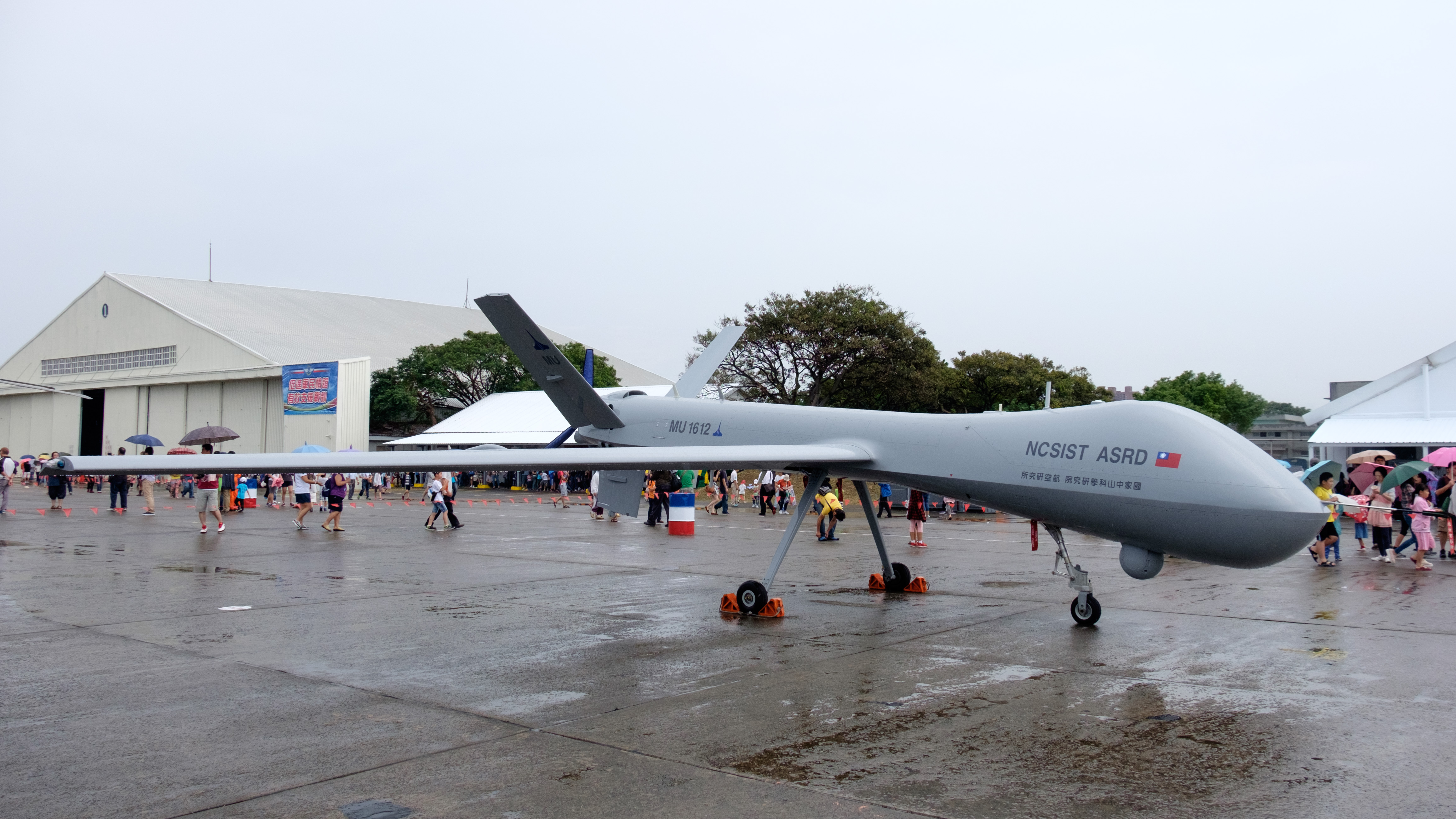
新竹空軍基地に展示されている騰雲無人航空機システム
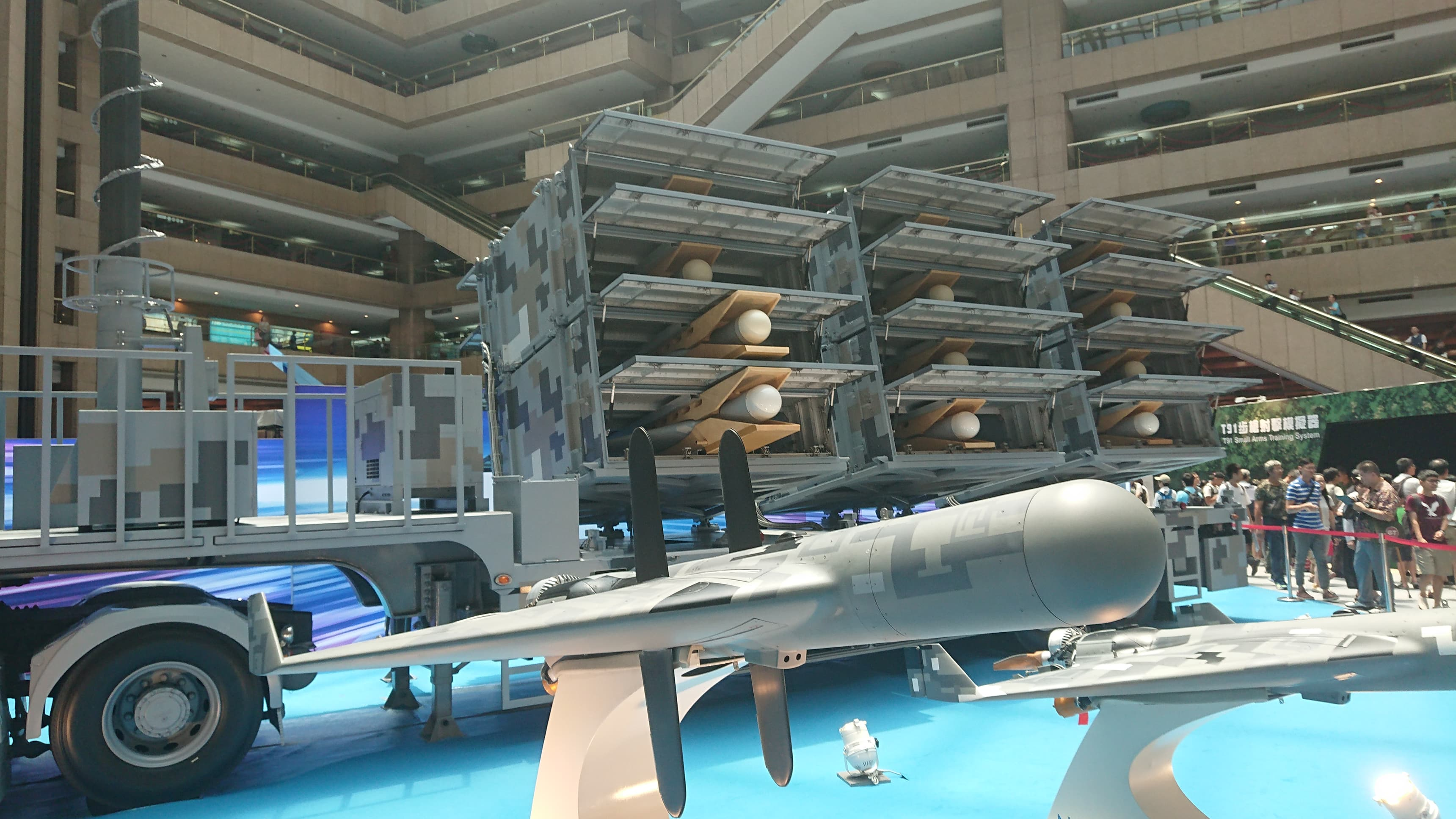
劍翔徘徊型弾薬とランチャー
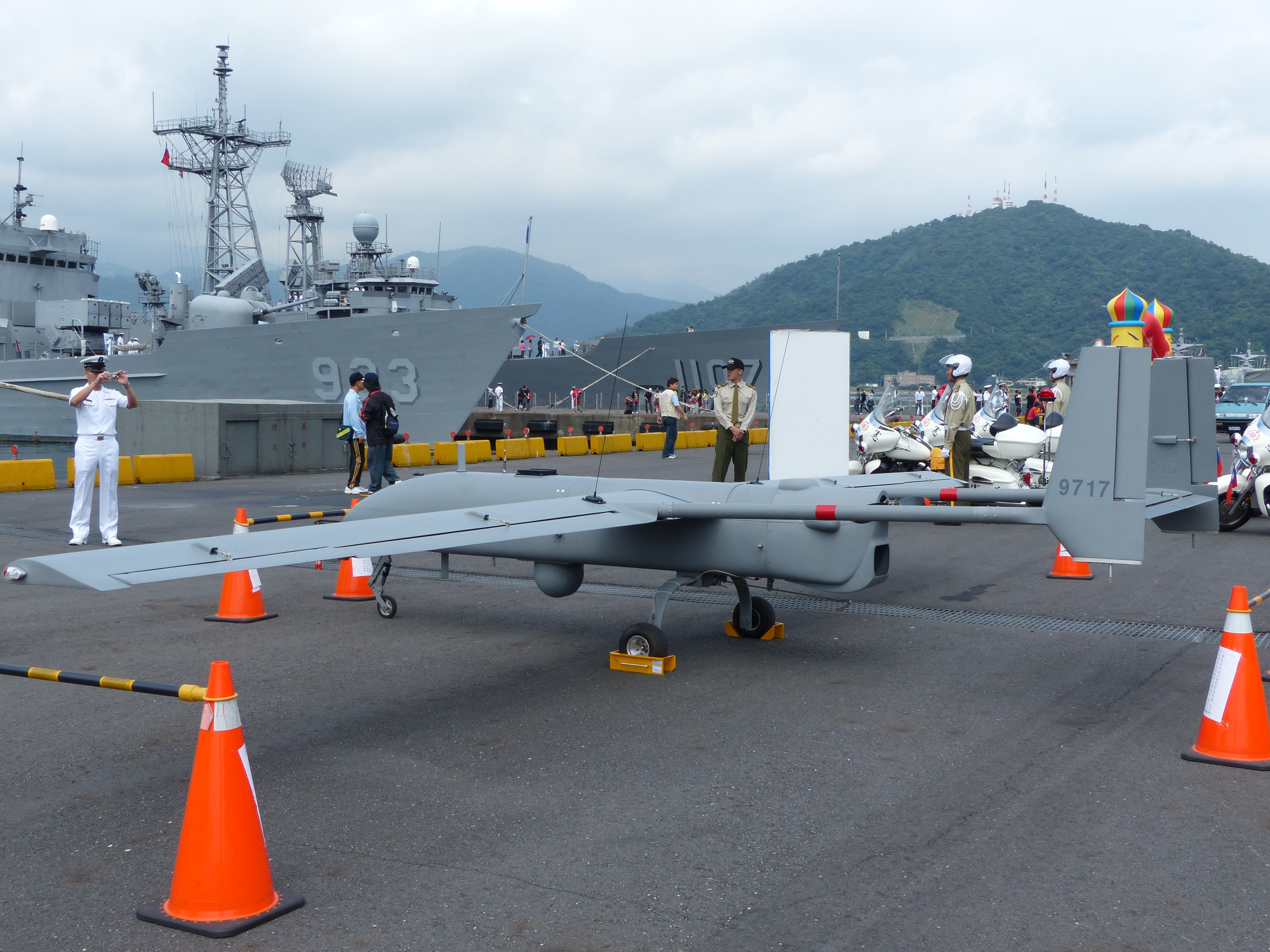
11番桟橋に展示される銳鳶戦術無人航空機 9717
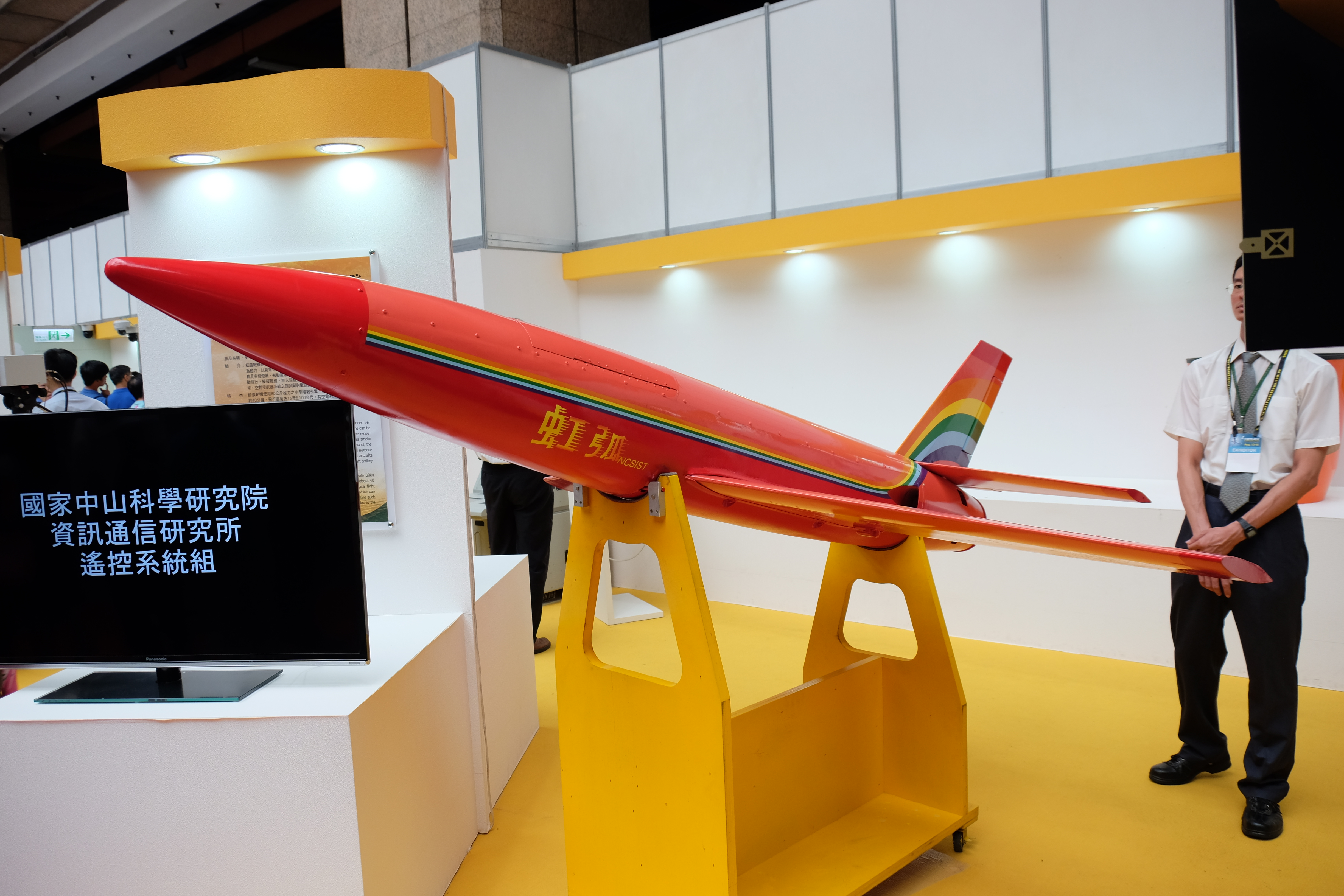
MNDホールでの虹弧ターゲットドローン展示
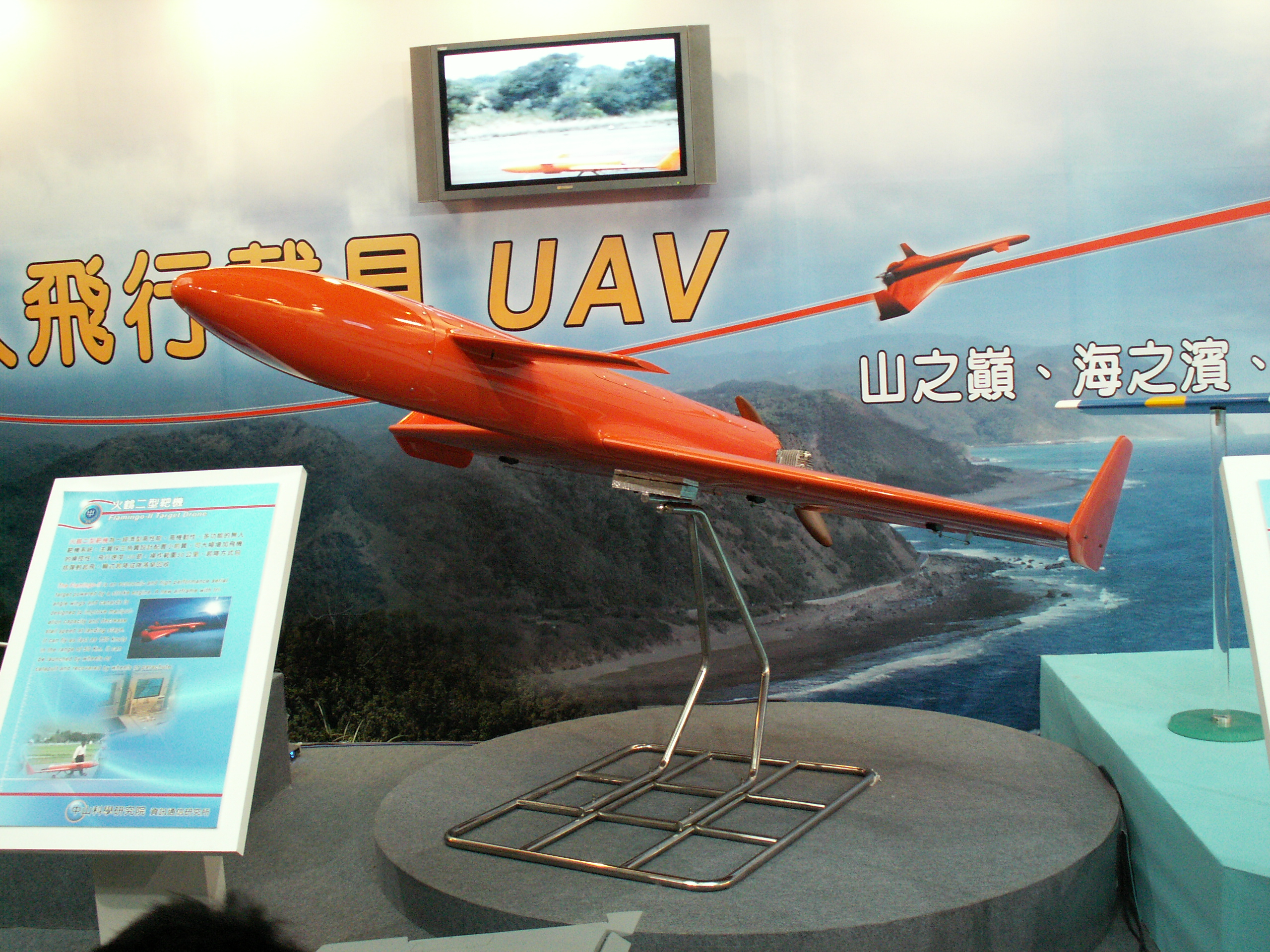
火鶴 IIターゲットドローン

### ミサイルシステム
- 雄風I型（HF-1）：地上発射型亜音速対艦ミサイル[41]
- 雄風II型（HF-2）：限定的な空対地能力を持つ地上発射型亜音速対艦ミサイル
- 雄風IIE型（HF-2E）：地上発射長距離巡航ミサイルシステム
- 雄風III型（HF-3）：地上発射型超音速対艦ミサイル[42]
- 天弓（TK）：天弓1型、天弓2型、天弓3型で構成されている対空兵器システム[43]
- 天剣1型（TC-1）：IR誘導短距離空対空ミサイル
- 捷羚防空システム：TC-1を中心に構築された機動短距離防空システム[44]
- 海剣羚：TC-1を中心に構築された海上配備防御システム[45]
- 天剣2型（TC-2）：レーダー誘導中距離空対空ミサイル[46]
- 天馬：1970年代に開発された短距離弾道ミサイルシステム
- 天槍：天弓2型から派生した短距離弾道ミサイルシステム
- 雲峰:超音速地対地巡航ミサイル[47]
- 擎天(雲峰II型):極超音速対地巡航ミサイル
- 萬剣：空対地巡航ミサイル[48]

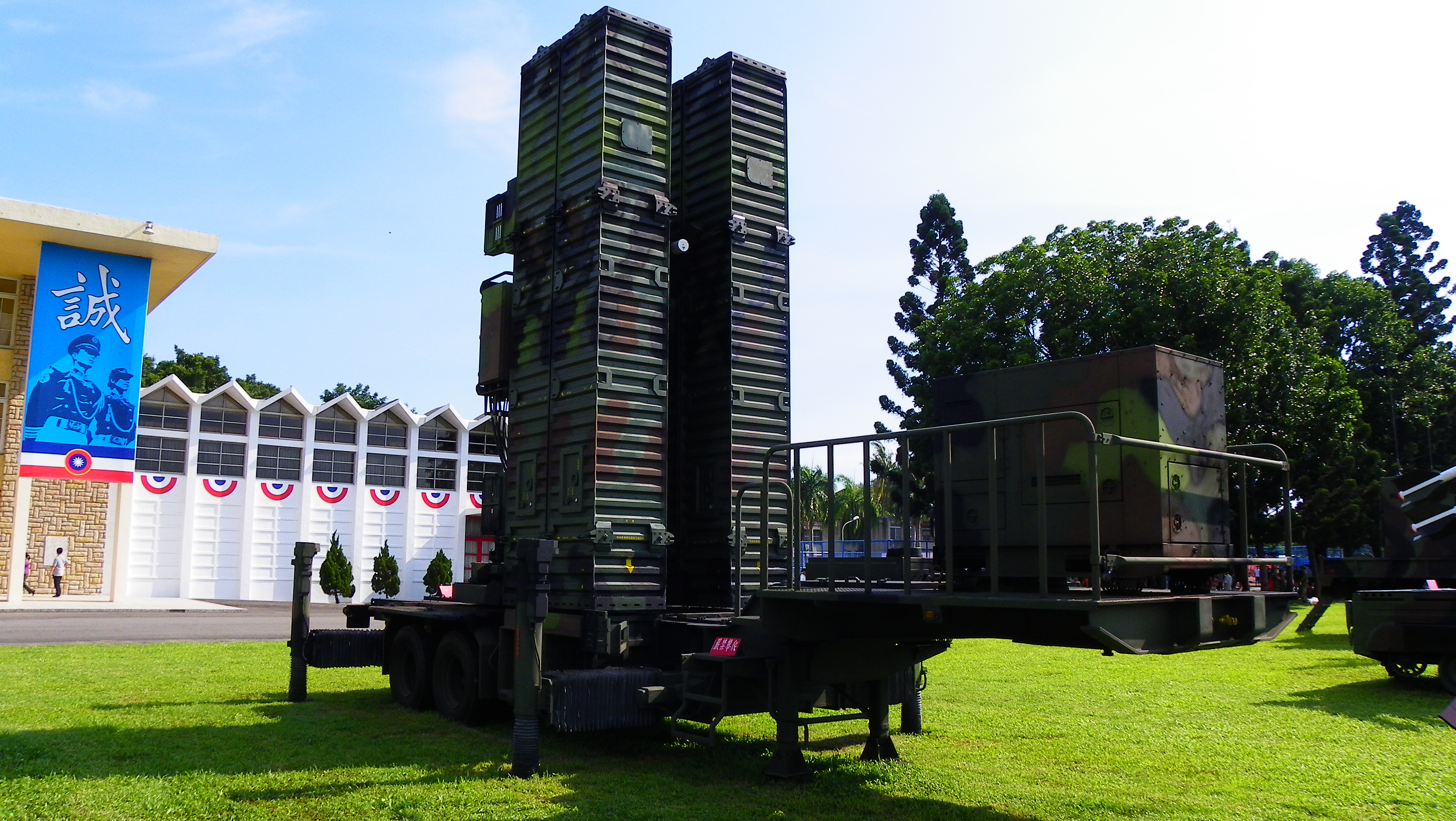
天弓Ⅲ（TK-3）
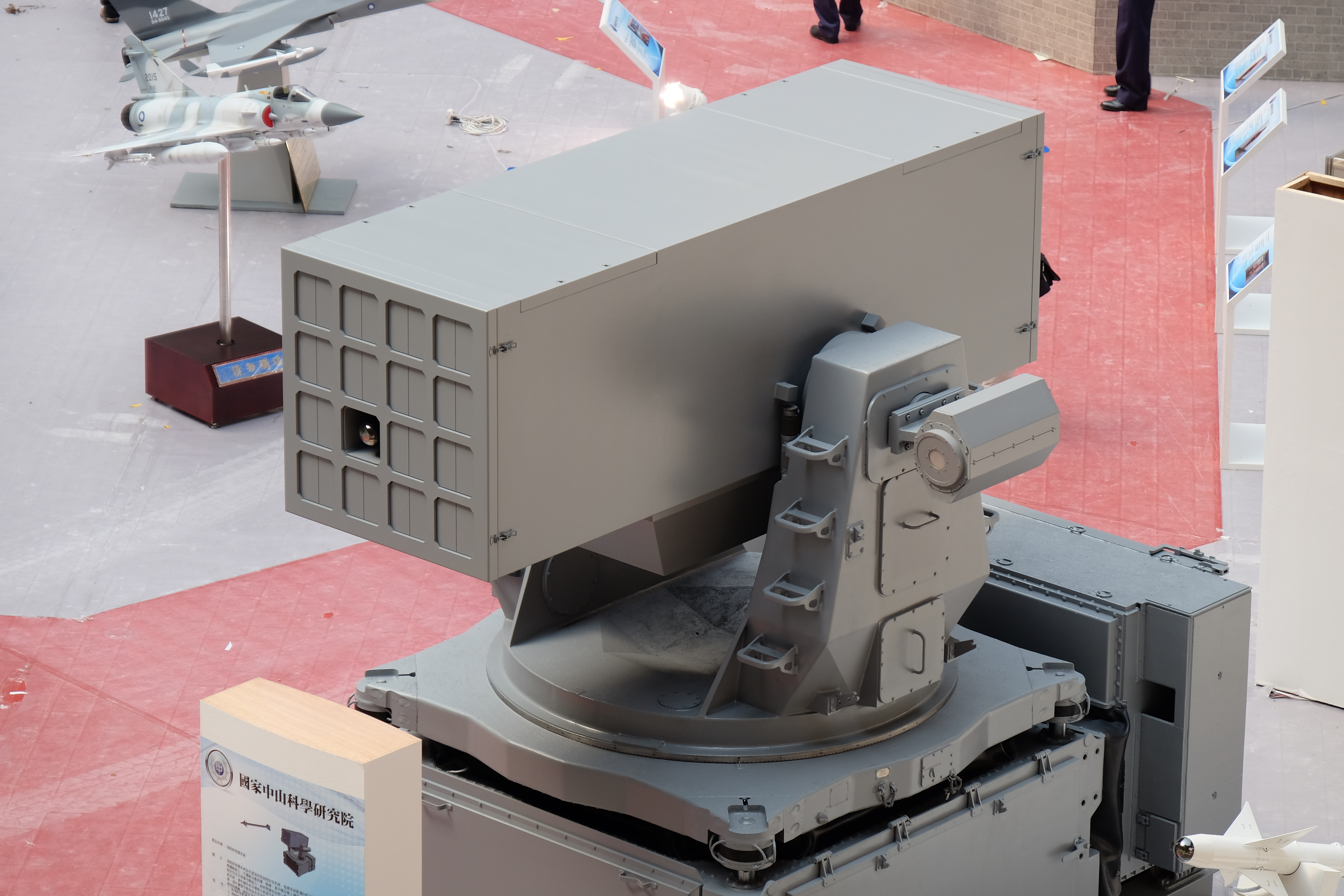
海剣羚ミサイルランチャー
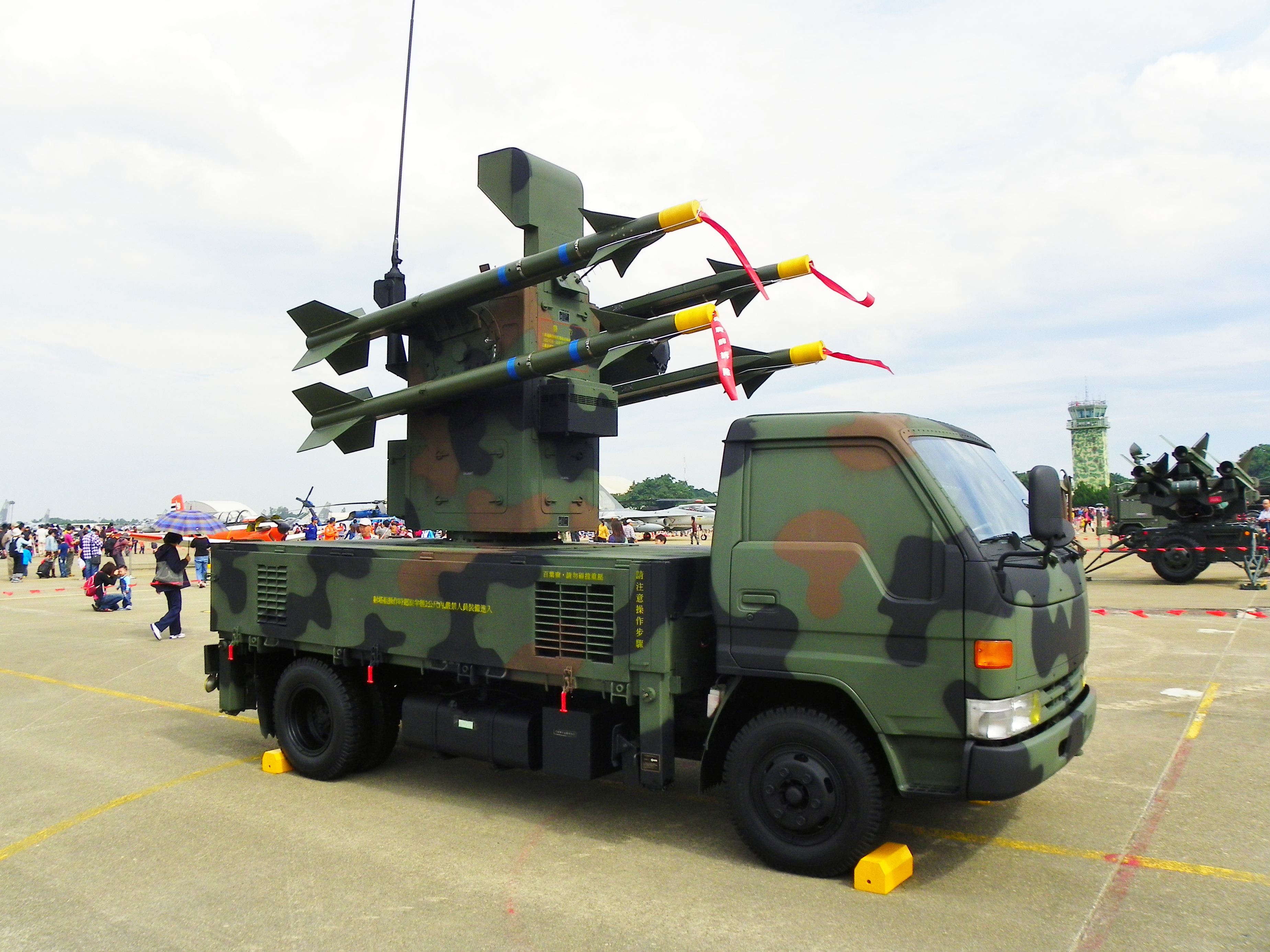
CCK空軍基地の捷羚防空システム
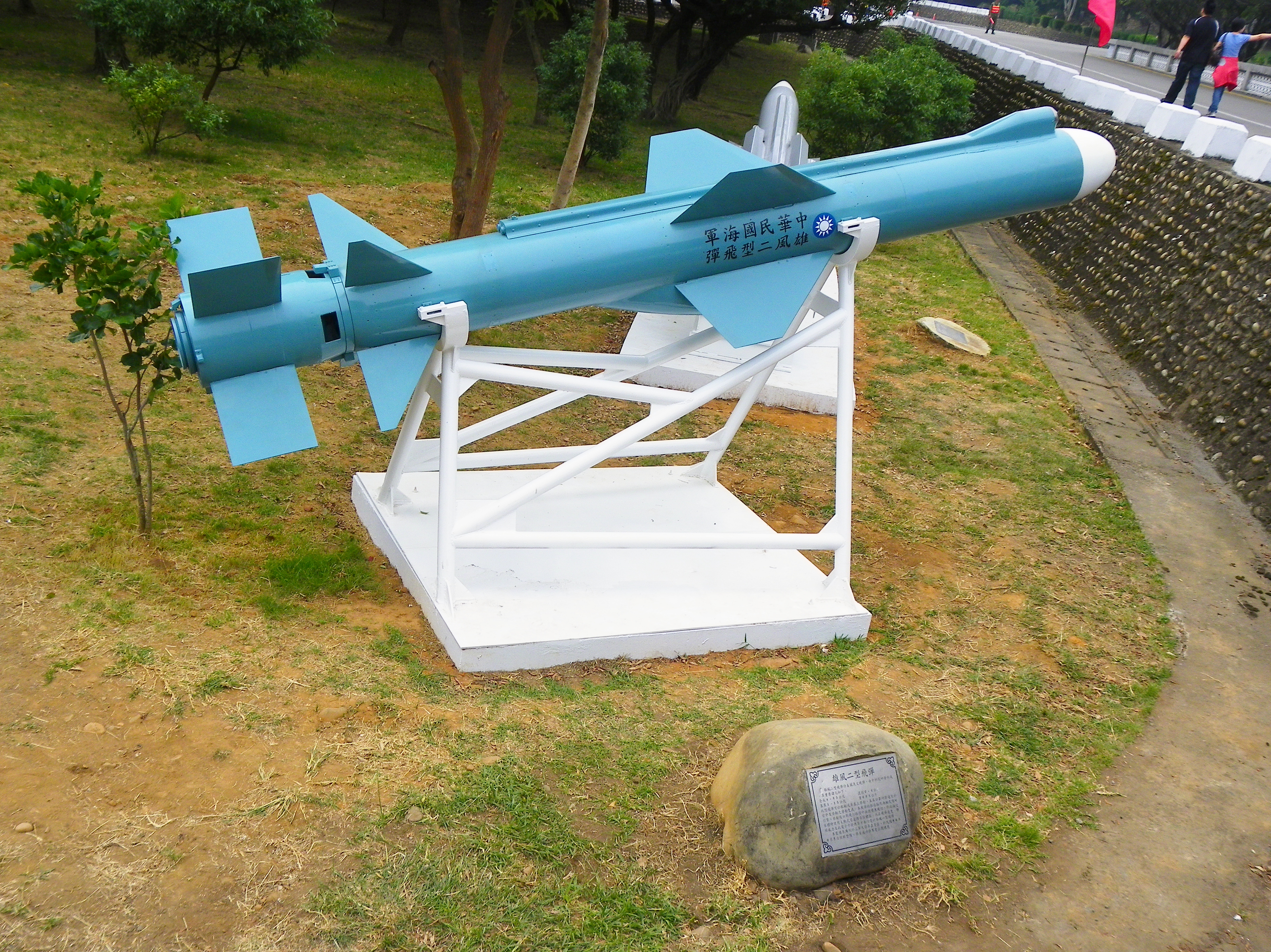
雄風II対艦ミサイル
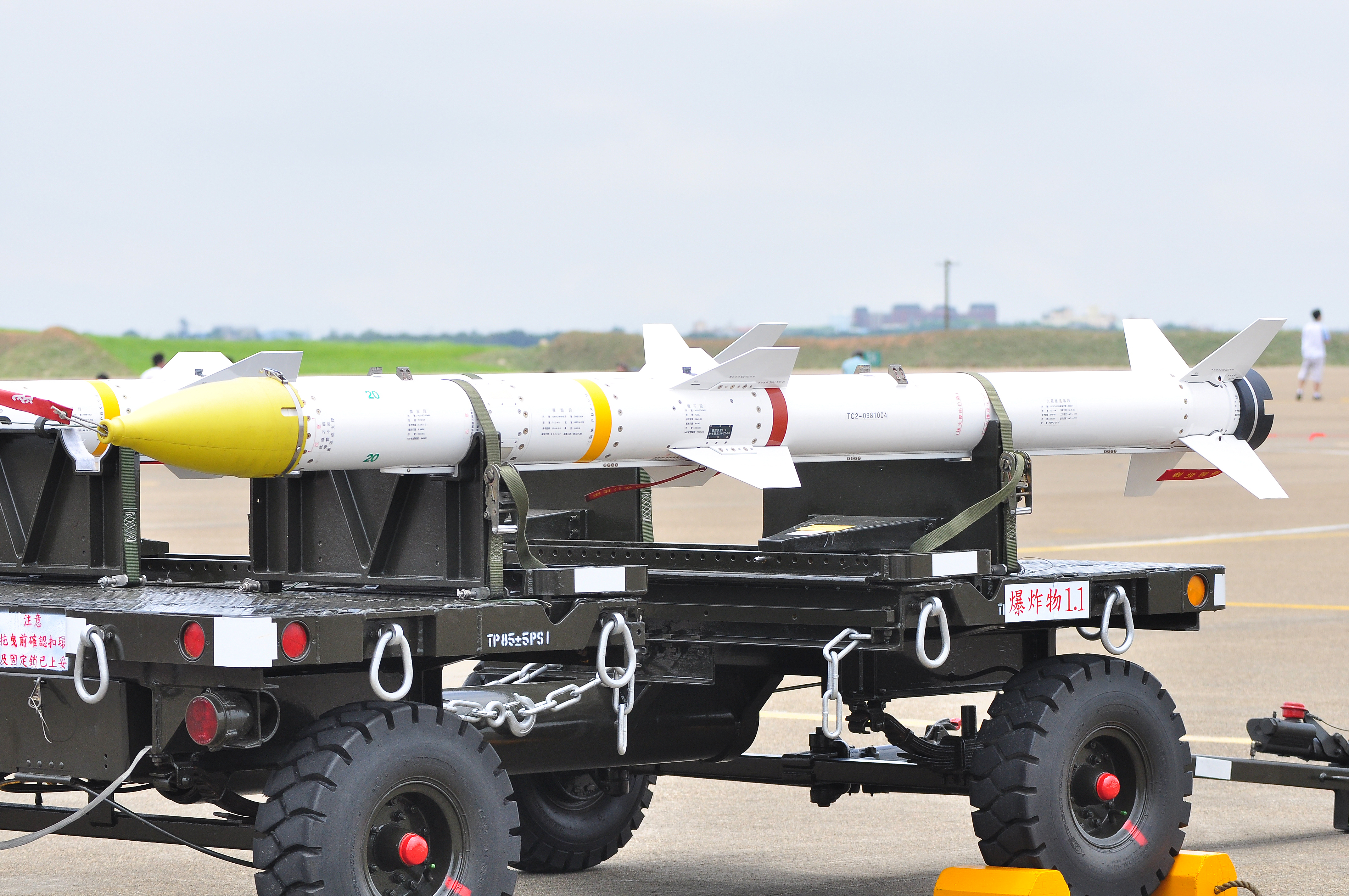
天剣2型（TC-2）

### その他の武器システム
- Thunderbolt-2000（雷霆2000）：台湾版MLRS[49]
- Kung Feng 6（工蜂6型）：台湾版MLRS[41]
- ケストレル：HEATとHESHを発射する使い捨てロケットランチャー。2008年に開発開始[50]。Kestrelは2015年に中華民国海軍陸戦隊で使用された[51]。Kestrelプラットフォームは対戦車誘導ミサイルシステムの開発の起点となっている[52]。
- XTR-101/102：近接自動防御20mm武器マウント。2013年9月に試作機を検証した[53]。2015年に初出展[54]。
- CS/MPQ-90 蜂眼：短距離防空用ランチャーに対応した短中距離多機能PESAレーダー。海軍版(海蜂眼)も配備予定[55]。
- Bistatic Radar system： バイスタティックレーダーシステム[56]。2018年に2つのシステムが就役し、現場で有効性が確認されれば2020年に量産開始の予定[57][58]。
- AV2長距離チャフロケット：艦船自衛のためのチャフロケット[59]
- 2.75インチロケット：AH-64 、OH-58D 、F-5E / F 、F-16、P-3などに搭載する2.75インチの空中ロケットで、2つの派生型Mk4とMk66がある[60]。
- キャプター機雷：指定第1号萬象キャプター機雷。魚雷と照準器が機雷に搭載されている[61][62]。
- 沈底機雷：指定第2萬象沈底機雷。海底に設置するように設計された遠隔操作式または受動式機雷[63]。
- 係維機雷：海底に係留して海中に浮かぶように設計された遠隔または自動機雷

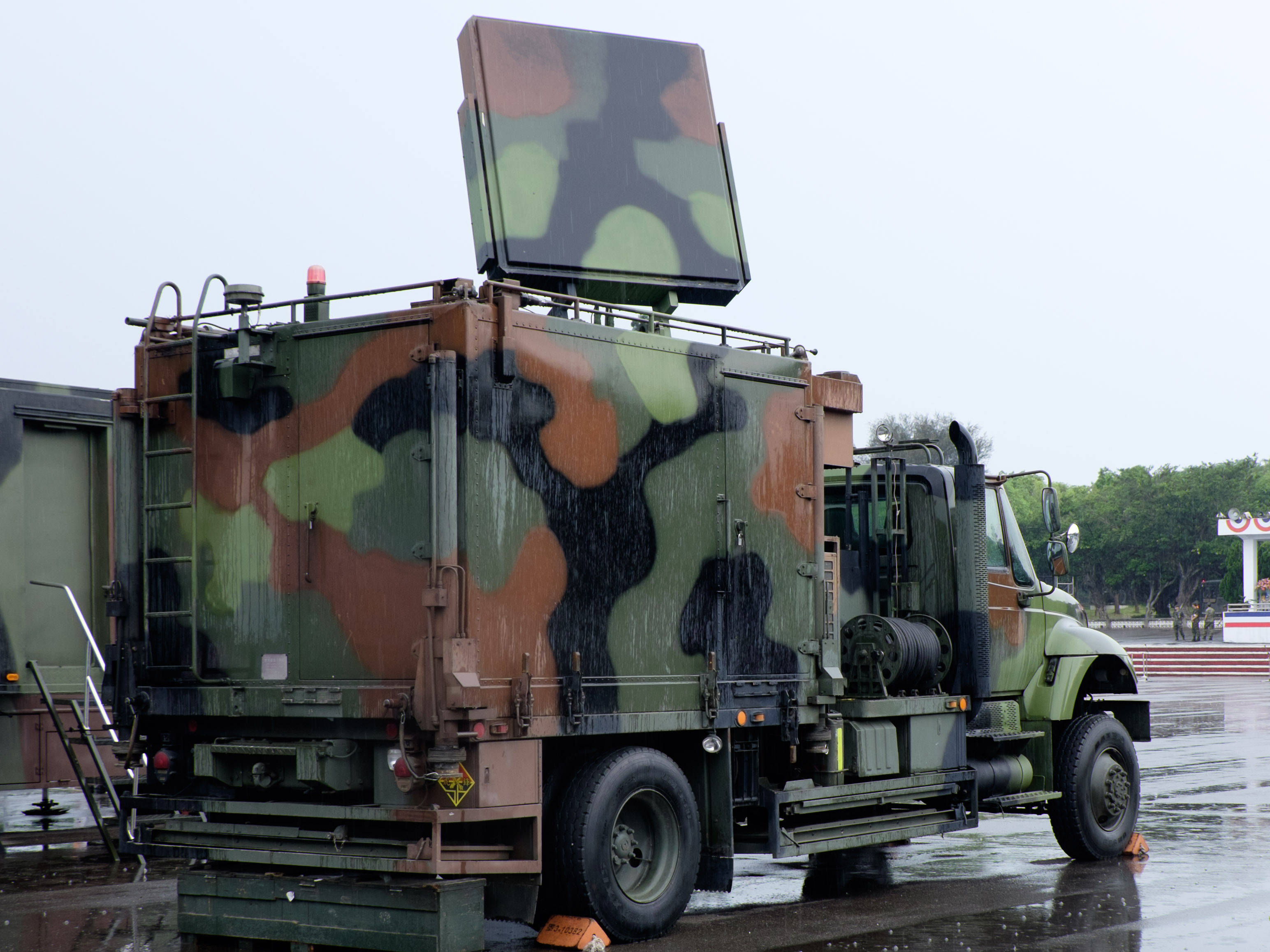
短距離PESAレーダーシステム（CS/MPQ-90 蜂眼）
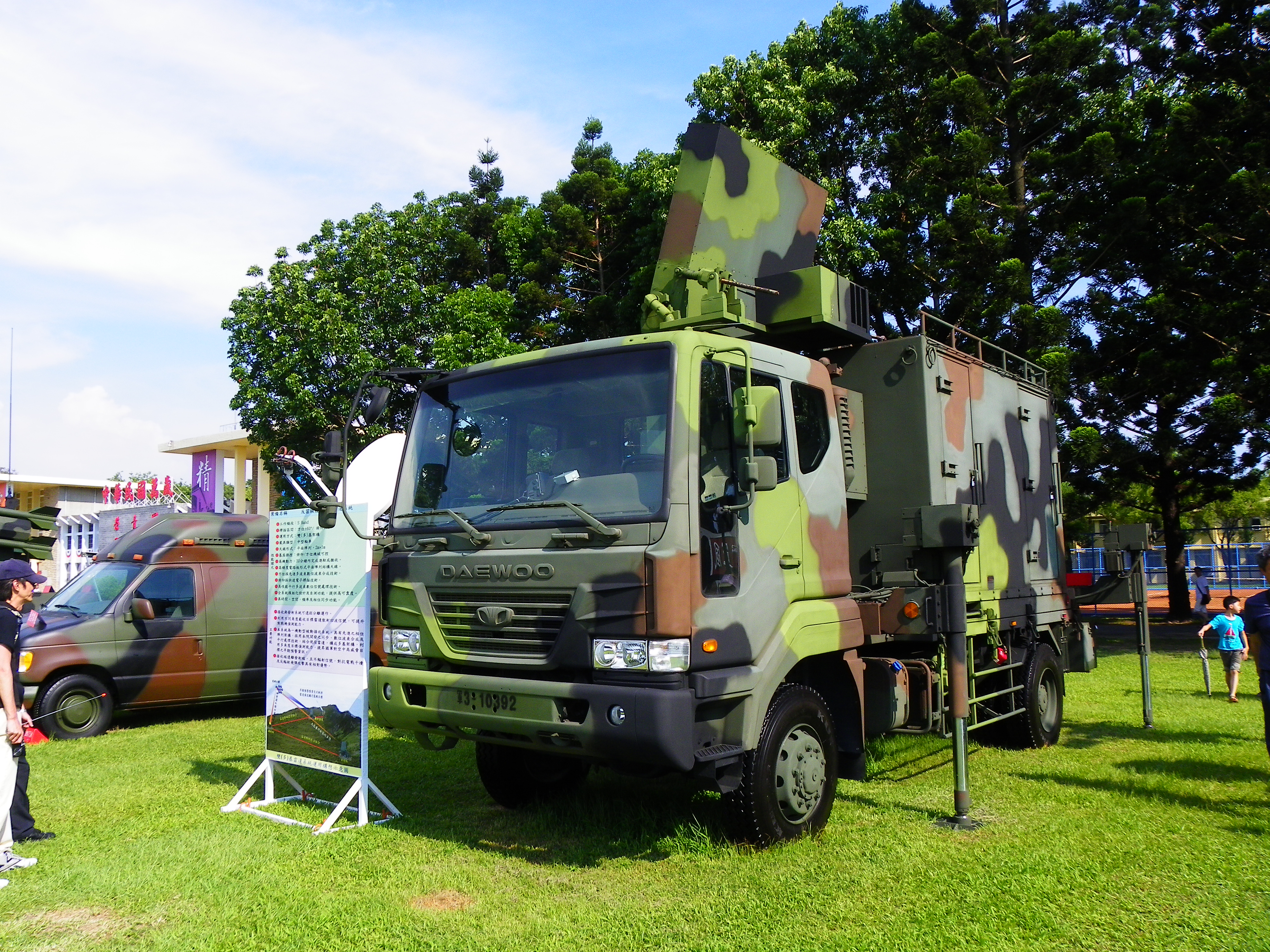
陸軍士官学校のグラウンドでのBistatic Radar systemの展示
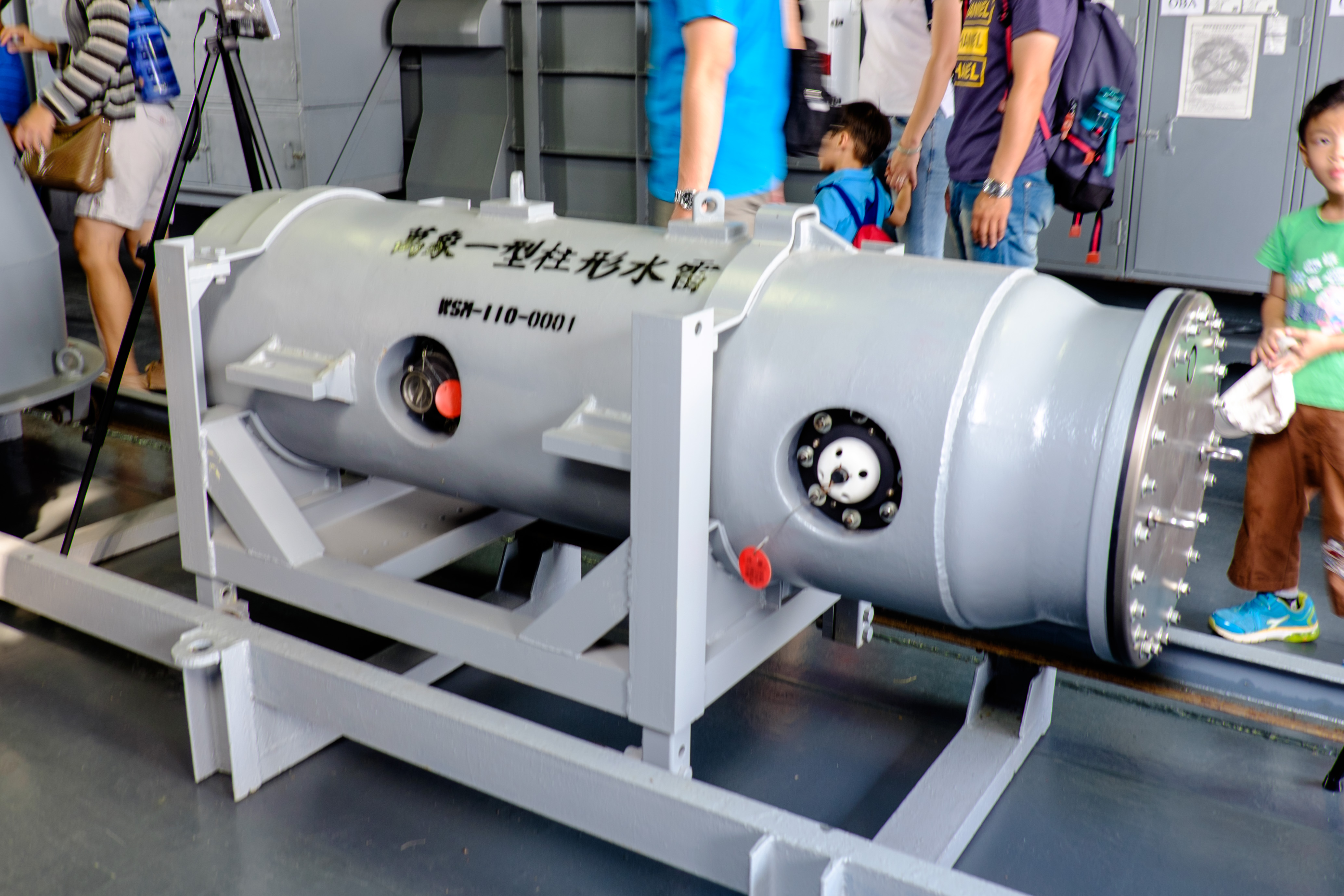
No.1 Wan Xiang キャプター機雷
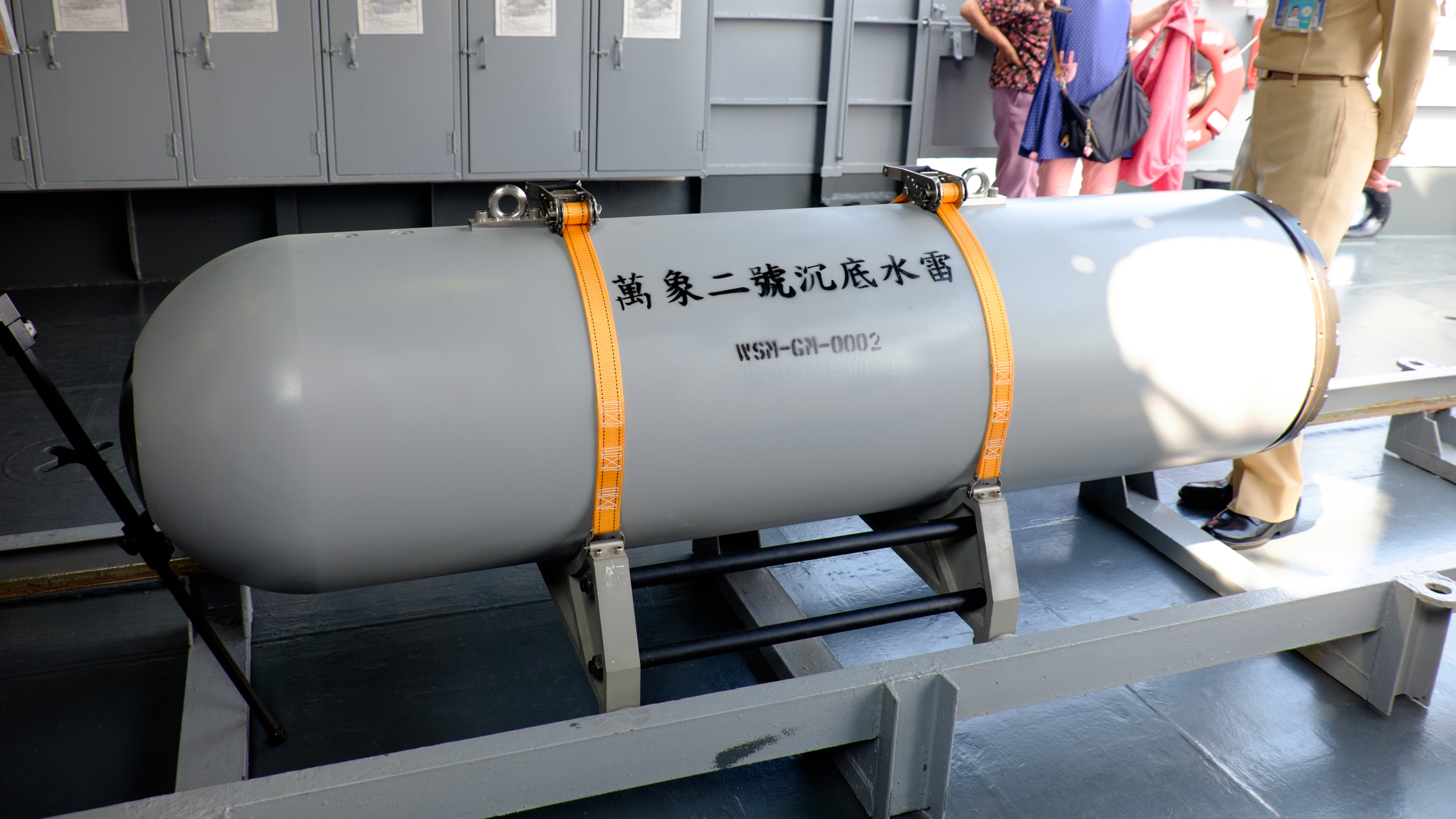
No.2 Wan Xiang 沈底機雷
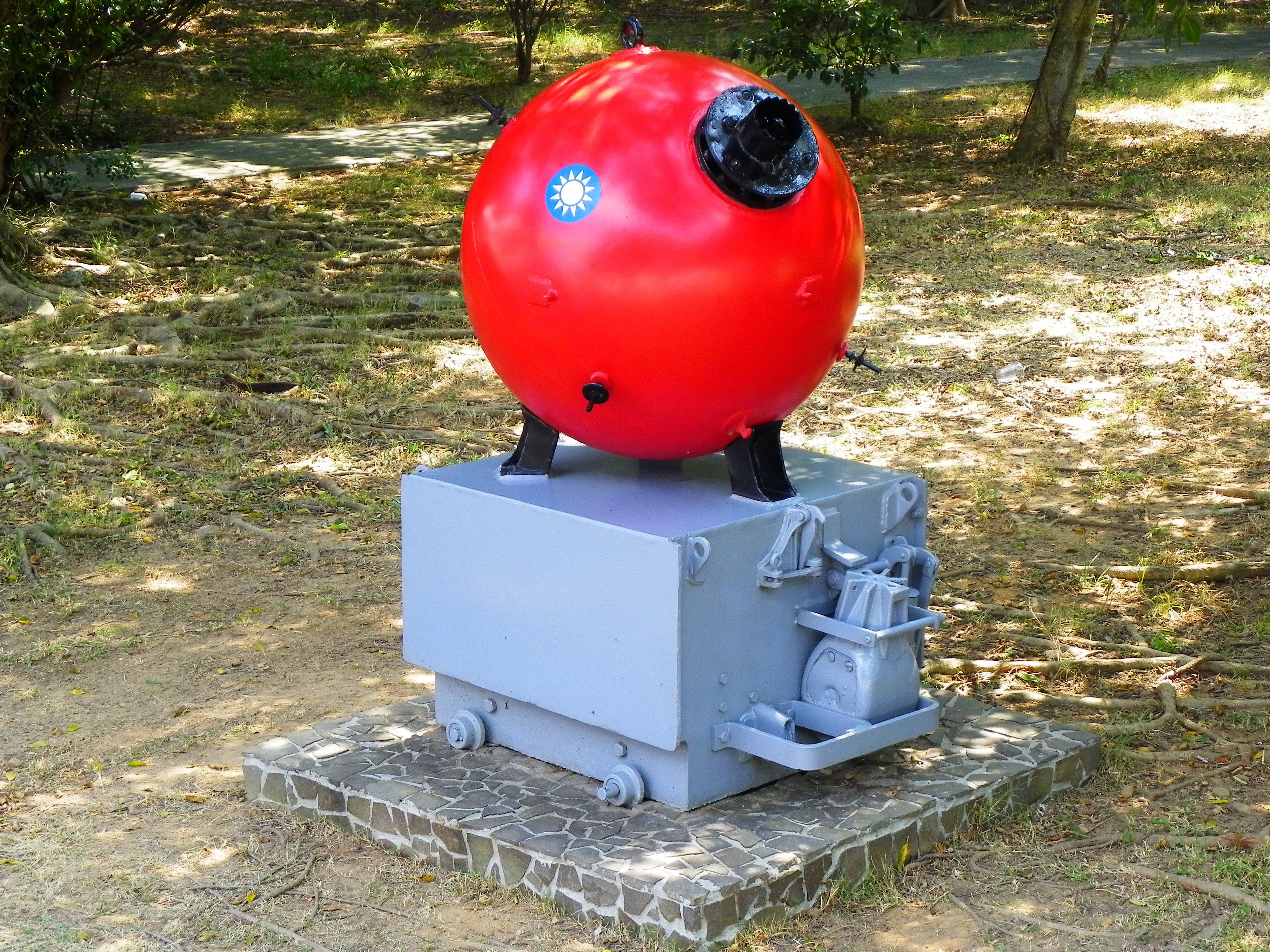
MK.6機雷
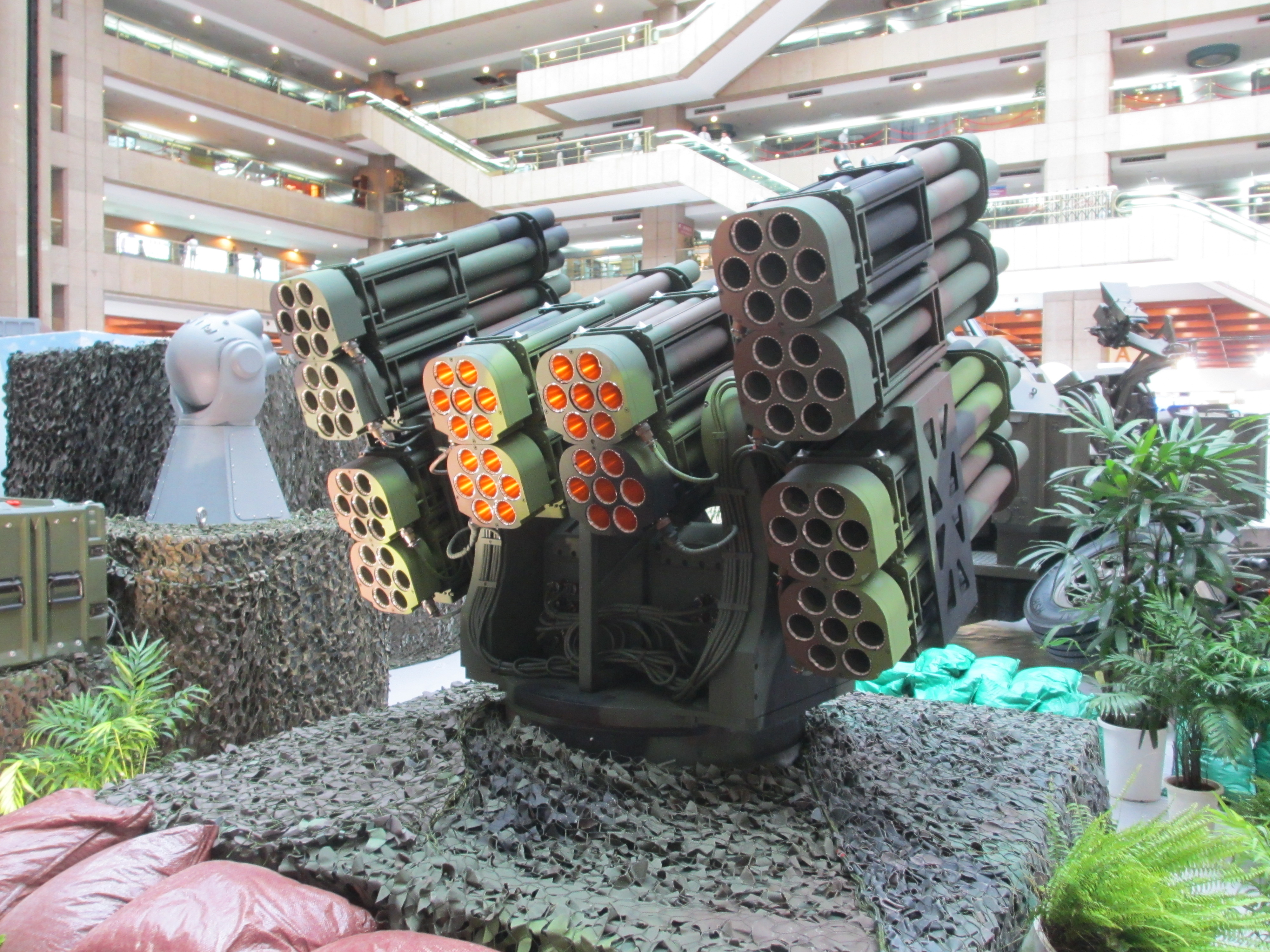
沿岸防衛ロケットランチャー
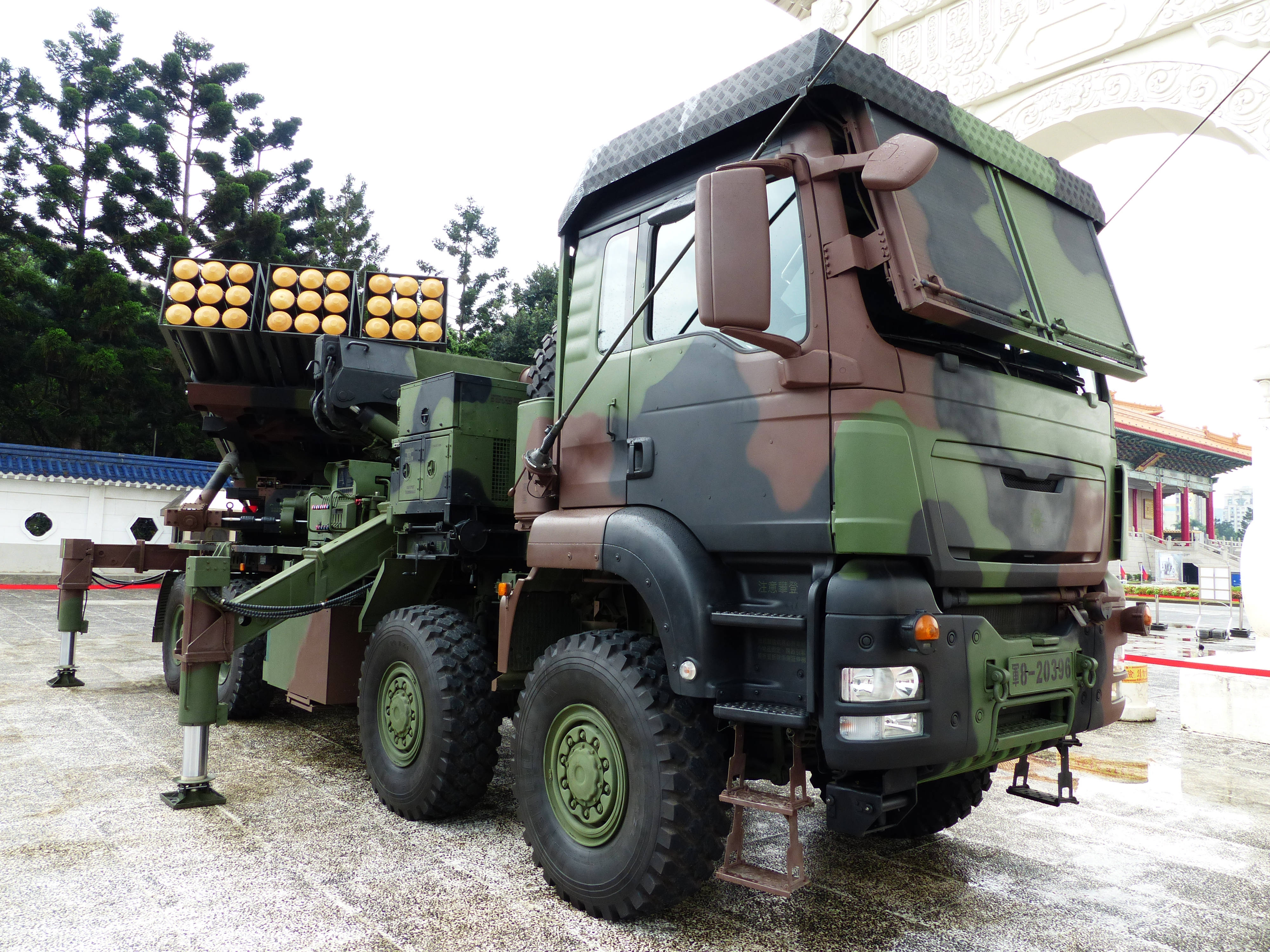
Thunderbolt-2000 MLRSがCKSメモリアルホールに展示
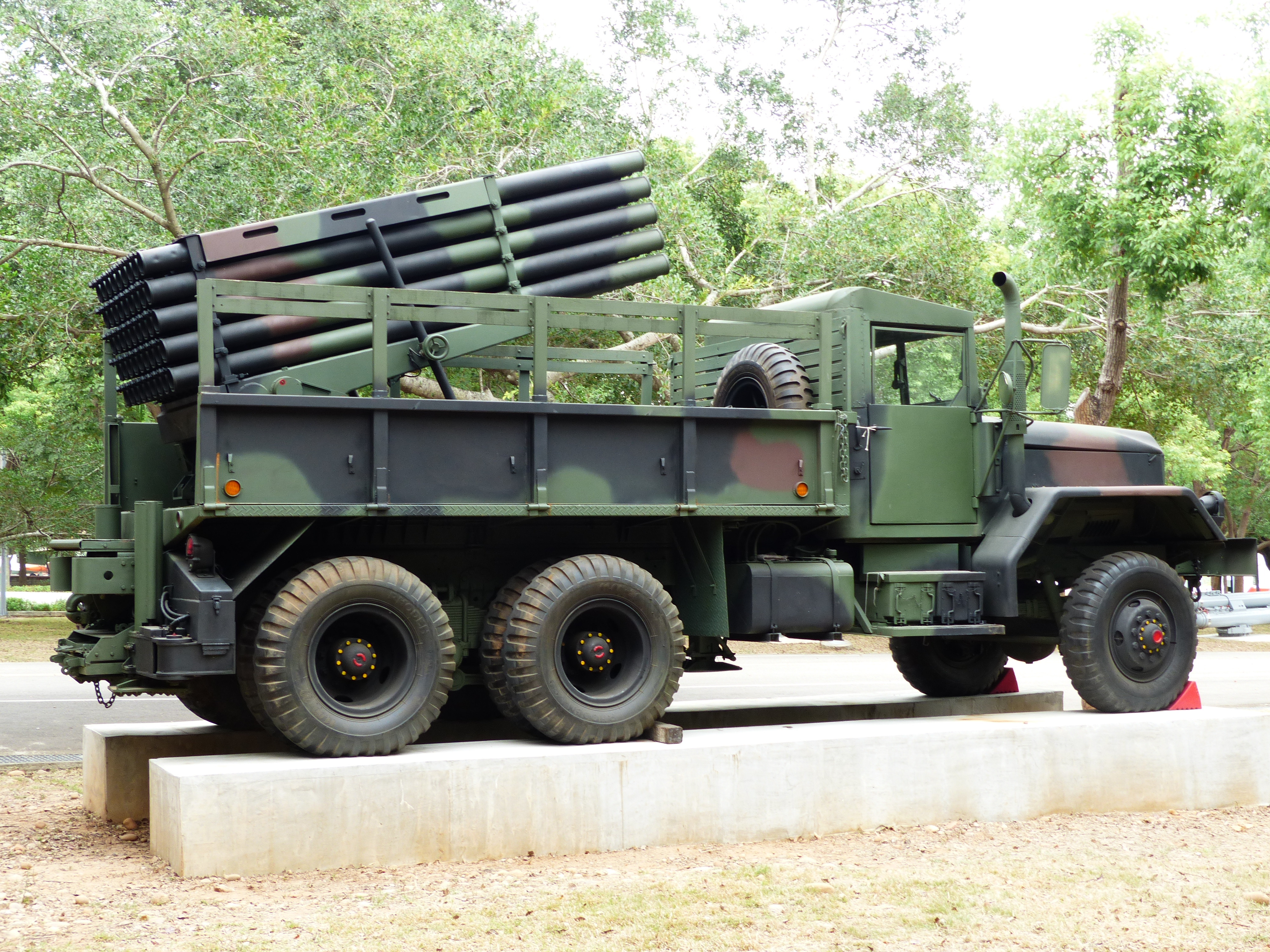
Kung Feng多重発射ロケットシステム

## 民間システム

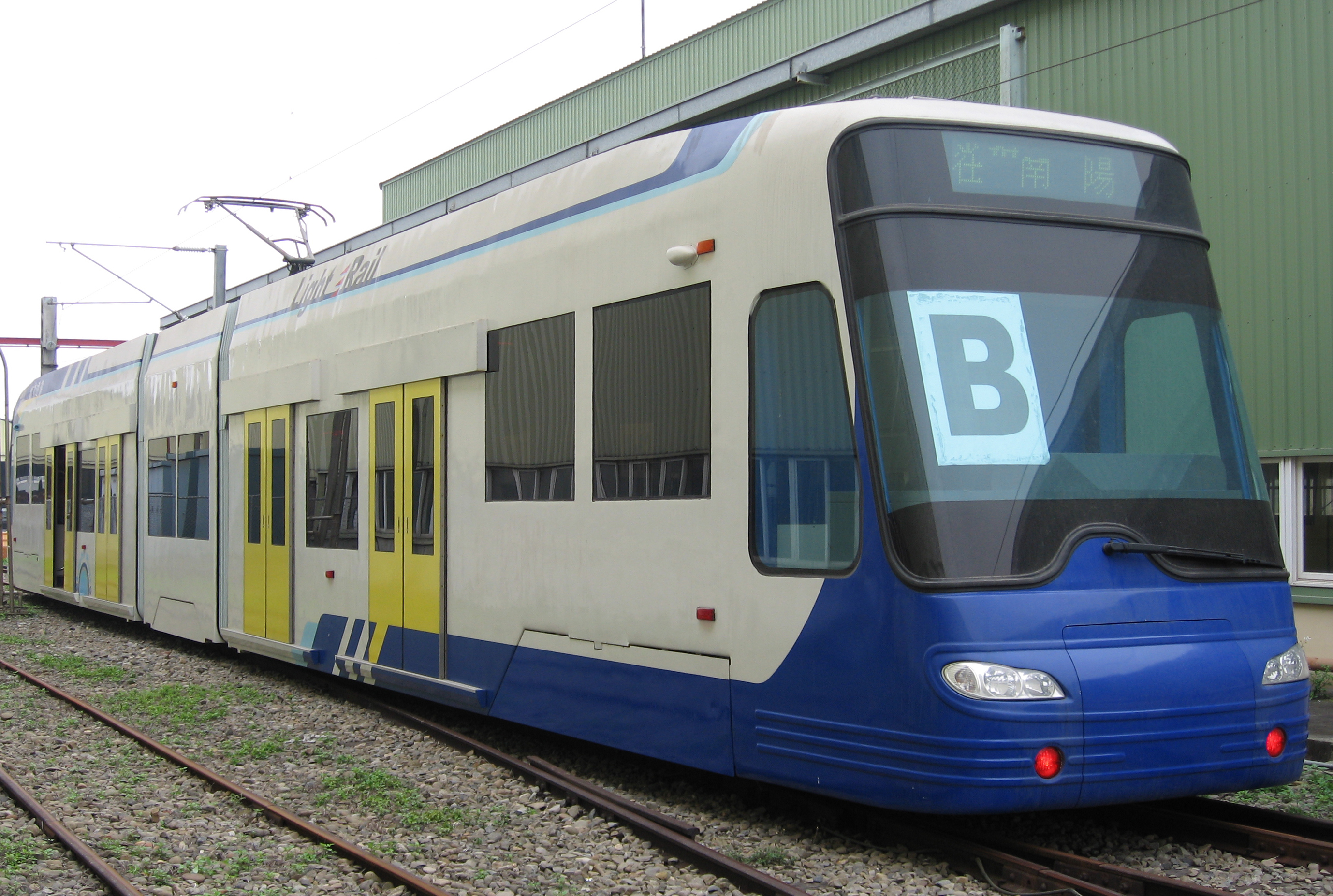
中科院と台湾車輛によるLRT試作車『輕軌2號』

- 国産ライトレール車両試作車。2000年代に台湾車輛と開発[64]。その後各地の路線計画が頓挫したものの、2018年に開業した淡海軽軌で台湾車輛が開発・製造した車両が運用されたことでようやく実用化に至った[65]。
- 月面探査機Resource Prospector計画のセンサーシステム。2018年に中止。この機器は2020年代に商業月面輸送サービスミッションに搭載されて飛行する予定[66]。
- 国際宇宙ステーション用のSG100クラウドコンピュータは、NASAとの契約のもと、中央研究院と国立中央大学との共同で設計・製造された[67]。2017年に宇宙ステーションに打ち上げられた[68]。
- 台湾高速鉄道と共同開発した高速鉄道シミュレータ。航空機シミュレータ技術をベースに、台風や地震などの自然災害をシミュレートできる[69]。
- 民間航空管制レーダー。研究院はイギリスのEasatレーダーシステムズ社と提携し、研究院独自のレーダー技術を用いたデュアルユースプロジェクトを推進している[70]。
- 欧州超大型望遠鏡（E-ELT）の主要コンポーネント。2020年に初のプロトタイプ部分を納入[71]。

## 参照資料
1. ↑  （繁体字中国語）“旺報社評》中科院變怪獸 國防自主成空談”. 中国時報. (2019年11月14日)
2. 1 2 3 4  Lundquist. “nterview with Adm. Richard Chen, Republic of China Navy (Ret.)”. Defense Media Network. 2019年8月2日閲覧。
3. ↑  Du. “VIEWPOINT: Business Opportunities for U.S. Defense Firms Abound in Taiwan”. www.nationaldefensemagazine.org. 2020年3月28日閲覧。
4. 1 2  “NCSIST: Always adapting to an ever-changing world”. GMI Post. 2019年8月2日閲覧。
5. 1 2 3  Gloria Kuang-Jung Hsu (2019年2月14日). フクシマの教訓 (東アジアにおける原子力の行方) 第6章 統制か操作か？: 台湾における原子力発電. 論創社. pp. 155-186
6. 1 2  “History”.   NCSIST. 2020年3月28日閲覧。
7. ↑  “Malyutka”. Military Today. 2019年8月28日閲覧。
8. 1 2  “Taiwan's Modest Defense Industries Program”. Central Intelligence Agency. 2019年8月28日閲覧。
9. 1 2 3  Dinshaw Mistry (20 June 2013). Containing Missile Proliferation: Strategic Technology, Security Regimes, and International Cooperation in Arms Control. University of Washington Press. p. 97. ISBN 978-0-295-80252-7
10. ↑  Pan. “Four detained in military radar scandal”. Taipei Times. 2019年8月8日閲覧。
11. ↑  Pocock. “Taiwan's Good Technical Offer Is Affected By Politics”. AIN Online. 2019年6月7日閲覧。
12. ↑  Yeo. “Taiwan fighter jets get new electronic warfare capabilities in latest upgrade”. Defense News. 2019年8月30日閲覧。
13. ↑  “Packing a punch [IDEX17D3]”. Janes. 2019年8月30日閲覧。
14. 1 2  Choo. “PICTURE: Taiwan unveils "Brave Eagle" AJT”. Flight Global. 2019年10月7日閲覧。
15. ↑  Lake. “Taiwan Unveils New Advanced Trainer”. AIN Online. 2019年10月8日閲覧。
16. ↑  Chen Chih-chong and. “Taiwan plans to launch its first indigenous AUV within 5 years”. Focus Taiwan. 2019年5月14日閲覧。
17. ↑  Strong. “Taiwan launches military test ship”. Taiwan News. 2019年4月21日閲覧。
18. ↑  Wen Kuei-hsiang and. “Taiwan president urges faster mass production of missiles”. Focus Taiwan. 2019年5月18日閲覧。
19. ↑  Axe. “BOOM: Why China Should Take Taiwan's New Cruise Missile Seriously”. Yahoo News. 2019年10月8日閲覧。
20. ↑  DeAeth. “Taiwan opens first national drone testing site”. Taiwan News. 2019年10月7日閲覧。
21. ↑  “Taiwan Business Quick Take”. Taipei Times. 2019年10月8日閲覧。
22. ↑  Lao. “Taiwan tests new anti-ship missile”. www.taiwannews.com.tw.   Taiwan News. 2019年12月6日閲覧。
23. 1 2  “李登輝秘録 第6部 薄氷踏む新任総統(10) 核兵器開発「直ちに中止せよ」”. 産経新聞(有料会員記事) (2019年11月3日). 2020年3月31日閲覧。
24. ↑  塚本勝也; 工藤, 仁子; 須江, 秀司 (1 2009). “核武装と非核の選択――拡大抑止が与える影響を中心に――”. 防衛研究所紀要 11 (2):  24、28.
25. ↑  Mizokami. “China's Greatest Nightmare: Taiwan Armed with Nuclear Weapons” (英語). The National Interest. 2017年3月12日閲覧。
26. ↑  Aerospace Industrial Development Corporation (AIDC). Retrieved on May 11, 2008.
27. ↑  Taiwan Seeking a Better F-CK, With Possible Longer-Term Aspirations. Retrieved on May 11, 2008.
28. ↑  “AT-3 Tz-chiang Advanced Trainer”. NCSIST. 2017年3月16日閲覧。
29. ↑  “Albatross Tactical Unmanned Aircraft Systems”. NCSIST. 2017年3月16日閲覧。
30. ↑  “Taiwan's Navy first fly-over demonstration using the Albatross UAV”. Navy Recognition. 2019年7月1日閲覧。
31. ↑  Keck. “Taiwan's Using Drones to Spy on China”. The Diplomat. 2019年7月17日閲覧。
32. ↑  Axe. “Coming Soon: Killer Drones from Taiwan (That China Will Hate)?”. The National Interest. 2019年7月18日閲覧。
33. ↑  Strong. “Taiwan tests largest domestic drone above Taitung”. Taiwan News. 2019年7月18日閲覧。
34. ↑  “Taiwan to form fleet of armed unmanned aerial vehicles (UAVs) to patrol its coastline”. Military & Aerospace Electronics. 2019年7月18日閲覧。
35. ↑  Cole. “Taiwan Unveils New Long-Endurance Drone, New Weapons at Defense Trade Show”. The Diplomat. 2019年7月18日閲覧。
36. ↑  “Cardinal Mini Unmanned Aircraft Systems”. NCSIST. 2017年3月16日閲覧。
37. ↑  Cole. “How Taiwan Can Defend Its Coastline Against China”. National Interest. 2019年7月13日閲覧。
38. ↑  Liao. “Taiwan military to spend NT$80 billion on anti-radiation drone fleet”. Taiwan News. 2019年6月22日閲覧。
39. ↑  Cole. “Taiwanese Military Unveils New Equipment at Defense Trade Show”. Taiwan Sentinel. 2019年8月2日閲覧。
40. ↑  “Spark Target Drone”. www.ncsist.org.tw/.   NCSIST. 2020年1月17日閲覧。
41. 1 2  Chungshan Institute of Science and Technology. Retrieved on May 11, 2008.
42. ↑  “HF Ⅲ Supersonic Anti-Ship Missile”. NCSIST. 2017年3月13日閲覧。
43. ↑  “Tien-Kung (Sky Bow)”. Missile Defense Advocacy Alliance. 2019年7月23日閲覧。
44. ↑  “The Antelope”. Missile Defense Advocacy Alliance. 2019年4月21日閲覧。
45. ↑  “Sea Oryx”. Missile Defense Advocacy Alliance. 2019年4月21日閲覧。
46. ↑  “Tien Chien-2N (TC-2N)”. Missile Defense Advocacy Alliance. 2019年7月23日閲覧。
47. ↑  “Taiwan to aim missiles at China” (英語). NewsComAu 2017年3月13日閲覧。
48. ↑  Cole, J. Michael. “Taiwan Unveils 'Wan Chien' Air-To-Ground Cruise Missile” (英語). The Diplomat 2017年3月16日閲覧。
49. ↑  “Ray-Ting 2000 Artillery Multiple Launch Rocket System”. NCSIST. 2017年3月13日閲覧。
50. ↑  “Kestrel latest generation of rocket launcher weapon presented by Chung-Shan Institute TADTE 1908136”. armyrecognition.com (2013年8月19日). 2020年3月28日閲覧。
51. ↑  “Kestrel Rocket”. NCSIST. 2019年7月1日閲覧。
52. ↑  Lo Tien-pin (2018年3月31日). “US, Taiwan sign missile deal: source”. Taipei Times. 2019年7月1日閲覧。
53. ↑  “New short-range automated defense weapon systems XTR-101 and XTR-102 at TADTE 2013 1608133”. armyrecognition.com (2013年8月15日). 2020年3月28日閲覧。
54. ↑  Minnick. “Taiwan Defense Show Exhibits New Weapons”. Defense News. 2019年5月6日閲覧。
55. ↑  Yeo. “Taiwan's Navy seeks first indigenous landing platform dock”. Defense News. 2019年8月2日閲覧。
56. ↑  “New local-made Bistatic Radar - Passive Receiver System of Taiwanese army for coast surveillance 250”. armyrecognition.com (2013年8月25日). 2019年5月17日閲覧。
57. ↑  Everington. “Taiwan field testing new mobile passive radar systems to hunt Chinese stealth fighter jets”. Taiwan News. 2019年8月2日閲覧。
58. ↑  “Mobile Passive Radar Systems”. NCSIST. 2019年8月2日閲覧。
59. ↑  “AV2 Long-range Chaff Rocket”. NCSIST. 2019年7月16日閲覧。
60. ↑  “2.75 Inch Rocket”. NCSIST. 2019年7月16日閲覧。
61. ↑  “Mine”. NCSIST. 2019年7月16日閲覧。
62. ↑  THOMPSON. “HOPE ON THE HORIZON: TAIWAN'S RADICAL NEW DEFENSE CONCEPT”. War on the Rocks. 2019年7月16日閲覧。
63. ↑  TREVITHICK. “Taiwan's Next Batch Of Stealthy Catamarans Will Have Serious Mine-Laying Capabilities”. The Drive. 2019年7月16日閲覧。
64. ↑  （繁体字中国語）“中鋼集團進軍軌道工程 爭取中正機場捷運825億大餅”. 台灣蘋果日報. (2003年7月25日)
65. ↑  （繁体字中国語）“火車、輕軌MIT　台灣四大企業上軌道”. 天下雑誌. (2017年4月19日)
66. ↑  Stuckey. “NASA spent $100 million on much-anticipated lunar rover before scrapping it in April”. Chron. 2019年6月17日閲覧。
67. ↑  Jonathan Chin. “Taiwan-designed computer now part of an ISS mission”. Taipei Times. 2019年6月17日閲覧。
68. ↑  An. “US-Taiwan Space Cooperation: Formosat, AMS, and the ISS computer”. Global Taiwan Institute. 2019年6月17日閲覧。
69. ↑  Tzu-ti. “Taiwan hails home-built locomotive simulator as milestone for rail industry”. Taiwan News. 2019年5月28日閲覧。
70. ↑  “Taiwan's top defense R&D outfit to work with UK radar tech company”. Taiwan Today. 2019年8月2日閲覧。
71. ↑  Wallace. “Aspheres: Industry 4.0 techniques drive fabrication of prototype off-axis ELT mirrors”. www.laserfocusworld.com.   Laser Focus World. 2020年2月20日閲覧。